# Liste der Großsteingräber in Niedersachsen, Bremen und Hamburg
Die Liste der Großsteingräber in Niedersachsen, Bremen und Hamburg umfasst alle bekannten Großsteingräber auf dem Gebiet der Bundesländer Niedersachsen, Bremen und Hamburg.

## Liste der Gräber
- Nr.: Nennt (falls vorhanden) die Nummer des Grabes im Referenzwerk Atlas der Megalithgräber Deutschlands von Ernst Sprockhoff
- Grab: Nennt die Bezeichnung des Grabes sowie gebräuchliche Alternativbezeichnungen
- Ort: Nennt die Gemeinde und ggf. den Ortsteil, in dem sich das Grab befindet.
- Landkreis: Nennt den Landkreis, dem die Gemeinde angehört. AUR: Landkreis Aurich; CE: Landkreis Celle; CLP: Landkreis Cloppenburg; CUX: Landkreis Cuxhaven; DAN: Landkreis Lüchow-Dannenberg; DH: Landkreis Diepholz; EL: Landkreis Emsland; GF: Landkreis Gifhorn; GS: Landkreis Goslar; H: Region Hannover; HB: Freie Hansestadt Bremen (Bundesland); HE: Landkreis Helmstedt; HH: Hamburg (Bundesland); HI: Landkreis Hildesheim; HK: Landkreis Heidekreis; HM: Landkreis Hameln-Pyrmont; LG: Landkreis Lüneburg; NI: Landkreis Nienburg/Weser; NOH: Landkreis Grafschaft Bentheim; OHZ: Landkreis Osterholz; OL: Landkreis Oldenburg; OS: Landkreis Osnabrück/Osnabrück (kreisfreie Stadt); ROW: Landkreis Rotenburg (Wümme); STD: Landkreis Stade; UE: Landkreis Uelzen; VEC: Landkreis Vechta; VER: Landkreis Verden; WF: Landkreis Wolfenbüttel; WL: Landkreis Harburg; WOB: Wolfsburg (kreisfreie Stadt); WST: Landkreis Ammerland; WTM: Landkreis Wittmund
- Typ: Unterscheidung verschiedener Grabtypen
  - Urdolmen: kleine quadratische oder rechteckige Grabkammer mit vier Wandsteien und einem Deckstein, mit oder ohne Zugang
  - Erweiterter Dolmen: rechteckige Grabkammer mit mindestens vier Wandsteinen an den Langseiten, zwei Decksteinen und Zugang an einer Schmalseite
  - Großdolmen: rechteckige Grabkammer mit mindestens sechs Wandsteinen an den Langseiten, drei Decksteinen und Zugang an einer Schmalseite
  - Polygonaldolmen: Grabkammer aus mindestens fünf Wandsteinen, vieleckiger oder runder Grundriss, meist ein einzelner großer Deckstein, seitlicher Zugang
  - Ganggrab: rechteckige, trapezförmige oder konvexe Grabkammer mit mindestens drei Wandsteinpaaren an den Langseiten und Zugang an einer Langseite
  - Galeriegrab: in den Boden eingetiefte rechteckige Grabkammer mit Zugang über einen Vorraum an einer Schmalseite
  - Kammerloses Hünenbett: langgestreckte Anlage mit rechteckiger oder trapezförmiger Hügelschüttung und steinerner Umfassung und Holzbau, Steinpackung oder Erdgrube anstelle einer megalithischen Grabkammer

### Großsteingräber in Niedersachsen

#### Erhaltene Gräber
Alphabetisch nach Ortsteil.
Die Nummer in der linken Spalte ist die Sprockhoff-Nummer.
| Nr. | Grab                                                                                        | Ort                                                    | Landkreis | Typ                                          | Anmerkungen | Bild                                                             |
| --- | ------------------------------------------------------------------------------------------- | ------------------------------------------------------ | --------- | -------------------------------------------- | --- | ---------------------------------------------------------------- |
|     | Großsteingrab im Ahlen-Falkenberger Moor                                                    | Wanna, OT Ahlen-Falkenberg                             | CUX       | Ganggrab                                     | Grabung 2019 | Großsteingrab im Ahlen-Falkenberger Moor                         |
| 933 | Großsteingrab Ahlhorn                                                                       | Großenkneten, OT Ahlhorn                               | OL        |                                              | | Großsteingrab Ahlhorn                                            |
| 939 | Großsteingrab Ahlhorner Kellersteine 1 (Erdmannsteine 1)                                    | Großenkneten, OT Ahlhorn                               | OL        | Ganggrab                                     | Teil der „Straße der Megalithkultur“ | Großsteingrab Ahlhorner Kellersteine I                           |
| 940 | Großsteingrab Ahlhorner Kellersteine 2 (Erdmannsteine 2)                                    | Großenkneten, OT Ahlhorn                               | OL        | Großdolmen                                   | Teil der „Straße der Megalithkultur“ | Großsteingrab Ahlhorner Kellersteine II                          |
| 720 | Großsteingrab Ahndorf                                                                       | Boitze, OT Ahndorf                                     | LG        | unbekannt                                    | | Großsteingrab Ahndorf                                            |
| 752 | Großsteingrab Altenmedingen 1                                                               | Altenmedingen                                          | UE        |                                              | | Großsteingrab Altenmedingen 1                                    |
| 753 | Großsteingrab Altenmedingen 2                                                               | Altenmedingen                                          | UE        | erweiterter Dolmen                           | | Großsteingrab Altenmedingen 2                                    |
| 754 | Großsteingrab Altenmedingen 3                                                               | Altenmedingen                                          | UE        |                                              | | Großsteingrab Altenmedingen 3                                    |
| 689 | Großsteingrab Amelinghausen                                                                 | Amelinghausen                                          | LG        | unbekannt                                    | |                                                                  |
| 963 | Großsteingrab Am hohen Stein                                                                | Lindern (Oldenburg), OT Garen                          | CLP       | Ganggrab                                     | Teil der „Straße der Megalithkultur“; bei einigen Autoren sind die Bezeichnungen „Am hohen Stein“ (Grab 963) und „Der hohe Stein“ (Grab 964) versehentlich vertauscht      | Großsteingrab „Am hohen Stein“                                   |
|     | Großsteingrab Anderlingen 1                                                                 | Anderlingen                                            | ROW       | unbekannt                                    | nur in Resten erhalten | Großsteingrab Anderlingen 1                                      |
| 852 | Großsteingrab Apeldorn („Der Steinerne Schlüssel“)                                          | Meppen, OT Apeldorn                                    | EL        | Ganggrab                                     | Teil der „Straße der Megalithkultur“ | Großsteingrab Apeldorn                                           |
| 969 | Großsteingrab auf dem Sonderling                                                            | Lastrup                                                | CLP       | Ganggrab                                     | | Großsteingrab auf dem Sonderling                                 |
| 620 | Großsteingrab Axstedt („Hünensteine“)                                                       | Axstedt                                                | OHZ       | Ganggrab                                     | | Großsteingrab Axstedt                                            |
| 871 | Großsteingrab Baccum 1                                                                      | Lingen (Ems), OT Baccum                                | EL        |                                              | |                                                                  |
| 872 | Großsteingrab Baccum 2                                                                      | Lingen (Ems), OT Baccum                                | EL        |                                              | |                                                                  |
| 648 | Großsteingrab Badenstedt („Fürstengruft“, „Steinhaus“, „Hünenkeller“)                       | Zeven, OT Badenstedt                                   | ROW       | unbekannt                                    | | Großsteingrab Badenstedt                                         |
| 932 | Großsteingrab Bakenhus                                                                      | Großenkneten, OT Bakenhus                              | OL        |                                              | | Großsteingrab Bakenhus                                           |
| 795 | Großsteingrab Barnsen                                                                       | Gerdau, OT Barnsen                                     | UE        |                                              | | Großsteingrab Barnsen                                            |
|     | Großsteingrab Barnstedt                                                                     | Barnstedt                                              | LG        | unbekannt                                    | | Großsteingrab Barnstedt                                          |
| 706 | Großsteingrab Barskamp 1                                                                    | Bleckede, OT Barskamp                                  | LG        | Großdolmen oder Ganggrab                     | | Großsteingrab Barskamp 1                                         |
| 708 | Großsteingrab Barskamp 2                                                                    | Bleckede, OT Barskamp                                  | LG        | Ganggrab                                     | | Großsteingrab Barskamp 2                                         |
| 707 | Großsteingrab Barskamp 3                                                                    | Bleckede, OT Barskamp                                  | LG        | unbekannt                                    | Seit ca. 2019 durch Umstürzen auf dem Grab wachsender Bäume stark beschädigt                                                                                               | NLD Großsteingrab Barskamp 3                                     |
| 711 | Großsteingrab Barskamp 4                                                                    | Bleckede, OT Barskamp                                  | LG        | kammerloses Hünenbett                        | | Großsteingrab Barskamp 4                                         |
| 709 | Großsteingrab Barskamp 5                                                                    | Bleckede, OT Barskamp                                  | LG        | Urdolmen                                     | | NLD Großsteingrab Barskamp 5                                     |
| 710 | Großsteingrab Barskamp 6                                                                    | Bleckede, OT Barskamp                                  | LG        | kammerloses Hünenbett                        | | NLD Großsteingrab Barskamp 6                                     |
| 705 | Großsteingrab Barskamp 7                                                                    | Bleckede, OT Barskamp                                  | LG        | Ganggrab                                     | | Großsteingrab Barskamp 7                                         |
|     | Großsteingrab Barskamp 8                                                                    | Bleckede, OT Barskamp                                  | LG        | unbekannt                                    | | Großsteingrab Barskamp 8                                         |
| 702 | Großsteingrab Bavendorf                                                                     | Thomasburg, OT Bavendorf                               | LG        | unbekannt                                    | Grabung um 1911 | Großsteingrab Bavendorf                                          |
| 882 | Großsteingrab Berge („De Smäe“ – „Die Schmiede“)                                            | Berge                                                  | OS        | vermutlich Ganggrab                          | | Großsteingrab Berge                                              |
| 691 | Großsteingrab Betzendorf                                                                    | Betzendorf                                             | LG        | Ganggrab                                     | |                                                                  |
| 619 | Großsteingrab Bexhövede 1                                                                   | Loxstedt, OT Bexhövede                                 | CUX       | unbekannt                                    | | Großsteingrab Bexhövede                                          |
| 664 | Großsteingrab Bliedersdorf 1                                                                | Bliedersdorf                                           | STD       | erweiterter Dolmen                           | | Großsteingrab Bliedersdorf 1                                     |
| 665 | Großsteingrab Bliedersdorf 2                                                                | Bliedersdorf                                           | STD       | erweiterter Dolmen                           | | Großsteingrab Bliedersdorf 2                                     |
| 666 | Großsteingrab Bliedersdorf 3                                                                | Bliedersdorf                                           | STD       | erweiterter Dolmen                           | | Großsteingrab Bliedersdorf 3                                     |
| 667 | Großsteingrab Bliedersdorf 4                                                                | Bliedersdorf                                           | STD       | erweiterter Dolmen                           | | Großsteingrab Bliedersdorf 4                                     |
| 885 | Großsteingrab Bockraden                                                                     | Eggermühlen, OT Bockraden                              | OS        | Ganggrab                                     | | Großsteingrab Bockraden                                          |
| 721 | Großsteingrab Boitze                                                                        | Boitze                                                 | LG        | Ganggrab                                     | | Großsteingrab Boitze                                             |
|     | Großsteingrab Boltersen                                                                     | Rullstorf, OT Boltersen                                | LG        | kammerloses Hünenbett                        | | Großsteingrab Boltersen                                          |
|     | Großsteingrab Boltersen 2                                                                   | Rullstorf, OT Boltersen                                | LG        | unbekannt                                    | nur noch Hügelschüttung erhalten | Großsteingrab Boltersen 2                                        |
| 819 | Großsteingrab Börger 1 („Steenhus“)                                                         | Börger                                                 | EL        | Ganggrab                                     | Teil der „Straße der Megalithkultur“ | Großsteingrab Börger 1                                           |
| 818 | Großsteingrab Börger 2 („Hünensteine“)                                                      | Börger                                                 | EL        | Ganggrab                                     | | Großsteingrab Börger 2                                           |
| 820 | Großsteingrab Börger 3                                                                      | Börger                                                 | EL        |                                              | | Großsteingrab Börger 3                                           |
| 740 | Großsteingrab Bornsen 1                                                                     | Bienenbüttel, OT Bornsen                               | UE        |                                              | | Großsteingrab Bornsen 1                                          |
| 741 | Großsteingrab Bornsen 2                                                                     | Bienenbüttel, OT Bornsen                               | UE        |                                              | | Großsteingrab Bornsen 2                                          |
|     | Großsteingrab Bornsen Fpl. 15                                                               | Bienenbüttel, OT Bornsen                               | UE        |                                              | Grabung um 1829, Reste 1995 wiederentdeckt | Großsteingrab Bornsen Fpl. 15                                    |
| 878 | Großsteingrab Bramsche-Wesel 1                                                              | Lingen (Ems), OT Bramsche (Wesel)                      | EL        | Ganggrab (Emsländische Kammer)               | nur noch die Hügelschüttung erhalten | Großsteingrab Bramsche-Wesel 1                                   |
| 735 | Großsteingrab Braudel 1                                                                     | Clenze, OT Braudel                                     | DAN       |                                              | | Großsteingrab Braudel 1                                          |
| 734 | Großsteingrab Braudel 2                                                                     | Clenze, OT Braudel                                     | DAN       |                                              | | Großsteingrab Braudel 2                                          |
| 733 | Großsteingrab Braudel 3                                                                     | Clenze, OT Braudel                                     | DAN       |                                              | | Großsteingrab Braudel 3                                          |
|     | Großsteingrab Brookbäke 1                                                                   | Wildeshausen, OT Spasche                               | OL        | unbekannt                                    | nur noch Reste erhalten |                                                                  |
|     | Großsteingrab Brookbäke 2                                                                   | Wildeshausen, OT Spasche                               | OL        | unbekannt                                    | nur noch Reste erhalten | Großsteingrab Brookbäke 2                                        |
|     | Großsteingrab Brookbäke 3                                                                   | Wildeshausen, OT Spasche                               | OL        | unbekannt                                    | nur noch Reste erhalten | Großsteingrab Brookbäke 3                                        |
|     | Großsteingrab Bruchtorf 1                                                                   | Bienenbüttel, OT Edendorf                              | UE        | unbekannt                                    | | Großsteingrab Bruchtorf 1                                        |
|     | Großsteingrab Bruchtorf 2                                                                   | Jelmstorf, OT Bruchtorf                                | UE        | unbekannt                                    | |                                                                  |
| 668 | Großsteingrab Buxtehude                                                                     | Buxtehude                                              | STD       | unbekannt                                    | | Großsteingrab Buxtehude                                          |
|     | Großsteingrab Byhusen                                                                       | Farven, OT Byhusen                                     | ROW       | unbekannt                                    | | Großsteingrab Byhusen                                            |
|     | Großsteingrab Caldenhof 1 (Großsteingrab Hitzhausen 1, Großsteingrab Hitz-Jöstinghausen 1)  | Ostercappeln, OT Hitzhausen (Gut Caldenhof)            | OS        | Großdolmen oder Ganggrab                     | 1976 entdeckt, 2009 untersucht. |                                                                  |
| 669 | Großsteingrab Daerstorf                                                                     | Neu Wulmstorf, OT Daerstorf                            | WL        | Großdolmen oder Ganggrab                     | Grabung 1950 |                                                                  |
| 712 | Großsteingrab Dahlem 1                                                                      | Dahlem                                                 | LG        |                                              | | Großsteingrab Dahlem 1                                           |
| 887 | Großsteingrab Dalum                                                                         | Bippen, OT Dalum                                       | OS        | Ganggrab                                     | Drei weitere früher in Dalum vermutete Gräber erwiesen sich als natürliche Steinanhäufungen                                                                                | Großsteingrab Dalum                                              |
| 978 | Großsteingrab Damme 1 („Hünensteine 1, Hünenkamp-Steine 1“)                                 | Damme (Dümmer)                                         | VEC       | Ganggrab                                     | | Großsteingrab Damme 1                                            |
| 979 | Großsteingrab Damme 2 („Hünensteine 2, Hünenkamp-Steine 2“)                                 | Damme (Dümmer)                                         | VEC       | Ganggrab                                     | | Großsteingrab Damme 2                                            |
| 980 | Großsteingrab Damme 3 („Großsteingrab am Stappenberg“)                                      | Damme (Dümmer)                                         | VEC       |                                              | | Großsteingrab Damme 3                                            |
| 900 | Großsteingrab Darpvenner Steine 1 (Großsteingrab Broxten 1, Großsteingrab Venne 1)          | Ostercappeln, OT Venne                                 | OS        | Ganggrab                                     | Teil der „Straße der Megalithkultur“ | Großsteingrab Darpvenner Steine 1                                |
| 901 | Großsteingrab Darpvenner Steine 2 (Großsteingrab Broxten 2, Großsteingrab Venne 2)          | Ostercappeln, OT Venne                                 | OS        | Ganggrab                                     | Teil der „Straße der Megalithkultur“ | Großsteingrab Darpvenner Steine 1                                |
| 902 | Großsteingrab Darpvenner Steine 3 (Großsteingrab Broxten 3, Großsteingrab Venne 3)          | Ostercappeln, OT Venne                                 | OS        | Ganggrab                                     | Teil der „Straße der Megalithkultur“ | Großsteingrab Darpvenner Steine 1                                |
| 657 | Großsteingrab Deinste 1                                                                     | Deinste                                                | STD       | Ganggrab                                     | In der Nähe befindet sich ein Hügel aus dem ein Stein herausragt. Eventuell handelt es sich hier um ein weiteres Großsteingrab                                             | Großsteingrab Deinste 1                                          |
|     | Großsteingrab Deinste 2                                                                     | Deinste                                                | STD       |                                              | | Großsteingrab Deinste 2                                          |
| 964 | Großsteingrab Der hohe Stein                                                                | Lindern (Oldenburg), OT Garen                          | CLP       | Ganggrab                                     | Teil der „Straße der Megalithkultur“; bei einigen Autoren sind die Bezeichnungen „Am hohen Stein“ (Grab 963) und „Der hohe Stein“ (Grab 964) versehentlich vertauscht      | Großsteingrab „Der hohe Stein“                                   |
| 732 | Großsteingrab Dickfeitzen                                                                   | Waddeweitz, OT Dickfeitzen                             | DAN       |                                              | | Großsteingrab Dickfeitzen                                        |
| 690 | Großsteingrab Diersbüttel 1                                                                 | Rehlingen, OT Diersbüttel                              | LG        | Ganggrab                                     | | Großsteingrab Diersbüttel 1                                      |
|     | Großsteingrab Diersbüttel 2                                                                 | Rehlingen, OT Diersbüttel                              | LG        |                                              | |                                                                  |
|     | Großsteingrab Diersbüttel 3                                                                 | Rehlingen, OT Diersbüttel                              | LG        |                                              | |                                                                  |
| 944 | Großsteingrab Dötlingen (Großsteingrab am Schießstand)                                      | Dötlingen                                              | OL        | Ganggrab                                     | Teil der „Straße der Megalithkultur“ | Großsteingrab Dötlingen                                          |
| 612 | Großsteingrab Drangstedt 1                                                                  | Drangstedt                                             | CUX       | unbekannt                                    | | Großsteingrab Drangstedt 1                                       |
| 613 | Großsteingrab Drangstedt 2                                                                  | Drangstedt                                             | CUX       | Ganggrab                                     | Grabung 2019–2020 | Großsteingrab Drangstedt 2                                       |
| 614 | Großsteingrab Drangstedt 3                                                                  | Drangstedt                                             | CUX       | unbekannt                                    | Drangstedt 1–3 bilden eine Gruppe. Westlich davon liegen einige Erdhügel, bei denen fraglich ist, ob es sich um Reste von Großsteingräbern handelt.                        | Großsteingrab Drangstedt 3                                       |
| 615 | Großsteingrab Drangstedt 4                                                                  | Drangstedt                                             | CUX       | erweiterter Dolmen                           | Südlich von Drangstedt liegt ein weiterer Erddamm, bei dem fraglich ist, ob es sich um Reste eines Großsteingrabes handelt.                                                | Großsteingrab Drangstedt 4                                       |
| 745 | Großsteingrab Edendorf 1                                                                    | Bienenbüttel, OT Altenmedingen                         | UE        |                                              | | Großsteingrab Edendorf 1                                         |
| 746 | Großsteingrab Edendorf 2                                                                    | Bienenbüttel, OT Edendorf                              | UE        | Ganggrab                                     | | Großsteingrab Edendorf 2                                         |
| 943 | Großsteingrab Egypten                                                                       | Dötlingen (Egypten)                                    | OL        |                                              | | Großsteingrab Egypten                                            |
| 715 | Großsteingrab Eimstorf                                                                      | Dahlenburg, OT Eimstorf                                | LG        | Großdolmen oder Ganggrab                     | | Großsteingrab Eimstorf                                           |
| 670 | Großsteingrab Elstorf                                                                       | Neu Wulmstorf, OT Elstorf                              | WL        | vermutlich Ganggrab                          | |                                                                  |
| 672 | Großsteingrab Emsen (Großsteingrab Langenrehm, „Der Hohe Stein“)                            | Rosengarten, OT Emsen                                  | WL        | vermutlich Ganggrab                          | | Großsteingrab Emsen                                              |
|     | Großsteingrab Engeo 2                                                                       | Bremervörde, OT Engeo                                  | ROW       | unbekannt                                    | nur in Resten erhalten | Großsteingrab Engeo 2                                            |
| 814 | Großsteingrab Evessen (Steinkammer im Adamshai)                                             | Evessen                                                | WF        | Galeriegrab                                  | In der Nähe befindet sich ein Hügel, der vielleicht ein weiteres Großsteingrab birgt.                                                                                      | Großsteingrab Evessen                                            |
| 678 | Großsteingrab Eyendorf 1                                                                    | Eyendorf                                               | WL        | Ganggrab                                     | | Großsteingrab Eyendorf 1                                         |
|     | Großsteingrab Eyendorf 2                                                                    | Eyendorf                                               | WL        |                                              | | Großsteingrab Eyendorf 2                                         |
| 609 | Großsteingrab Flögeln 1                                                                     | Flögeln                                                | CUX       | Ganggrab                                     | | Großsteingrab Flögeln 1                                          |
| 610 | Großsteingrab Flögeln 2                                                                     | Flögeln                                                | CUX       | Ganggrab                                     | Zur Nekropole von Flögeln gehören außerdem die Steinkiste von Flögeln, mehrere Grabhügel und ein zerstörtes Großsteingrab                                                  | Großsteingrab Flögeln 2                                          |
| 875 | Großsteingrab Freren 1 (Großsteingrab im Alt-Frerener Forst)                                | Freren                                                 | EL        | Ganggrab                                     | Teil der „Straße der Megalithkultur“. | Großsteingrab im Alt-Frerener Forst                              |
| 965 | Großsteingrab Fuhrenkamp 1                                                                  | Lastrup, OT Oldendorf                                  | CLP       |                                              | | Großsteingrab im Fuhrenkamp 1                                    |
| 966 | Großsteingrab Fuhrenkamp 2                                                                  | Lastrup, OT Oldendorf                                  | CLP       |                                              | | Großsteingrab im Fuhrenkamp 2                                    |
| 967 | Großsteingrab Fuhrenkamp 3                                                                  | Lastrup, OT Oldendorf                                  | CLP       |                                              | | Großsteingrab im Fuhrenkamp 3                                    |
| 927 | Großsteingrab Ganderkesee 1 („Hünensteine I“)                                               | Ganderkesee, OT Steinkimmen                            | OL        | Ganggrab                                     | Teil der „Straße der Megalithkultur“ | Großsteingrab Ganderkesee I                                      |
| 928 | Großsteingrab Ganderkesee 2 („Hünensteine II“)                                              | Ganderkesee, OT Steinkimmen                            | OL        | Ganggrab                                     | Teil der „Straße der Megalithkultur“ | Großsteingrab Ganderkesee II                                     |
| 929 | Großsteingrab Ganderkesee 3 („Hünensteine III“)                                             | Ganderkesee, OT Steinkimmen                            | OL        | Ganggrab                                     | | Großsteingrab Ganderkesee III                                    |
| 930 | Großsteingrab Ganderkesee 4 („Große Steine“)                                                | Ganderkesee, OT Stenum                                 | OL        | Ganggrab                                     | Teil der „Straße der Megalithkultur“ | Große Steine von Stenum                                          |
| 945 | Großsteingrab Gerichtsstätte                                                                | Dötlingen, OT Aschenstedt                              | OL        | Ganggrab                                     | Teil der „Straße der Megalithkultur“ | Großsteingrab Gerichtsstätte                                     |
| 703 | Großsteingrab Gienau 1                                                                      | Dahlenburg, OT Gienau                                  | LG        | erweiterter Dolmen                           | | Großsteingrab Gienau 1                                           |
|     | Großsteingrab Gienau 2                                                                      | Dahlenburg, OT Gienau                                  | LG        |                                              | Einordnung als Großsteingrab unsicher |                                                                  |
|     | Großsteingrab Gienau 3                                                                      | Dahlenburg, OT Gienau                                  | LG        |                                              | Einordnung als Großsteingrab unsicher |                                                                  |
| 704 | Großsteingrab Gienau 4                                                                      | Dahlenburg, OT Gienau                                  | LG        | unbekannt                                    | |                                                                  |
| 896 | Großsteingrab Grumfeld Ost                                                                  | Ankum, OT Westerholte (Giersfeld)                      | OS        |                                              | | Großsteingrab Grumfeld Ost                                       |
| 895 | Großsteingrab Grumfeld West                                                                 | Ankum, OT Westerholte (Giersfeld)                      | OS        |                                              | Teil der „Straße der Megalithkultur“ | Großsteingrab Grumfeld West                                      |
| 891 | Großsteingrab Meyer                                                                         | Ankum, OT Westerholte (Giersfeld)                      | OS        |                                              | Teil der „Straße der Megalithkultur“ | Großsteingrab Giersfeld Meyer                                    |
| 892 | Großsteingrab Reinecke                                                                      | Ankum, OT Westerholte (Giersfeld)                      | OS        |                                              | Teil der „Straße der Megalithkultur“ | Großsteingrab Giersfeld Reincke                                  |
| 893 | Rickelmann 2                                                                                | Ankum, OT Westerholte (Giersfeld)                      | OS        |                                              | Teil der „Straße der Megalithkultur“ | Großsteingrab Rickelmann II                                      |
| 894 | Rickelmann 1                                                                                | Ankum, OT Westerholte (Giersfeld)                      | OS        |                                              | Teil der „Straße der Megalithkultur“ | Großsteingrab Rickelmann I                                       |
| 948 | Großsteingrab Glaner Braut 1                                                                | Wildeshausen, OT Glane                                 | OL        |                                              | Teil der „Straße der Megalithkultur“ | Großsteingrab Glaner Braut 1                                     |
| 949 | Großsteingrab Glaner Braut 2                                                                | Wildeshausen, OT Glane                                 | OL        |                                              | Teil der „Straße der Megalithkultur“ | Großsteingrab Glaner Braut 2                                     |
| 950 | Großsteingrab Glaner Braut 3                                                                | Wildeshausen, OT Glane                                 | OL        |                                              | Teil der „Straße der Megalithkultur“ | Großsteingrab Glaner Braut 3                                     |
| 951 | Großsteingrab Glaner Braut 4                                                                | Wildeshausen, OT Glane                                 | OL        |                                              | Teil der „Straße der Megalithkultur“ | Großsteingrab Glaner Braut 4                                     |
| 692 | Großsteingrab Glüsingen                                                                     | Betzendorf, OT Glüsingen                               | LG        | unbekannt                                    | | Großsteingrab Glüsingen                                          |
|     | Steingrab im Eichholz (Großsteingrab Gnarrenburg)                                           | Gnarrenburg (Forst Eichholz)                           | ROW       | Großdolmen oder Ganggrab                     | Grabung und Restaurierung 1968; wahrscheinlich identisch mit dem bei Sprockhoff als ausgegangen geführten Großsteingrab Basdahl                                            | Großsteingrab Gnarrenburg                                        |
| 646 | Großsteingrab Godenstedt                                                                    | Seedorf (bei Zeven), OT Godenstedt                     | ROW       | unbekannt                                    | | Großsteingrab Godenstedt                                         |
| 729 | Großsteingrab Gohlau 1                                                                      | Waddeweitz, OT Gohlau                                  | DAN       |                                              | | Großsteingrab Gohlau 1                                           |
| 730 | Großsteingrab Gohlau 2                                                                      | Waddeweitz, OT Gohlau                                  | DAN       | Ganggrab                                     | | Großsteingrab Gohlau 2                                           |
| 731 | Großsteingrab Gohlau 3                                                                      | Waddeweitz, OT Gohlau                                  | DAN       |                                              | | Großsteingrab Gohlau 3                                           |
| 923 | Großsteingrab Grambergen 1 (Großsteingrab Deitinghausen)                                    | Bissendorf, OT Grambergen                              | OS        | Großdolmen                                   | | Großsteingrab Grambergen 1                                       |
| 920 | Großsteingrab Gretesch 1 („Gretescher Steine“)                                              | Osnabrück, OT Gretesch                                 | OS        | Ganggrab                                     | Teil der „Straße der Megalithkultur“ | Großsteingrab Gretesch 1                                         |
| 921 | Großsteingrab Gretesch 2 („Sundermannsteine“)                                               | Osnabrück, OT Gretesch                                 | OS        | Ganggrab                                     | | Großsteingrab Gretesch 2                                         |
| 856 | Großsteingrab Groß Berßen 1 (Großsteingrab im Ipeken Tannenwald)                            | Groß Berßen                                            | EL        |                                              | Teil der „Hünengräberstraße des Hümmling“ und der „Straße der Megalithkultur“                                                                                              | Großsteingrab Groß Berßen 1                                      |
| 857 | Großsteingrab Groß Berßen 2 (Großsteingrab im Ipeken)                                       | Groß Berßen                                            | EL        |                                              | Teil der „Hünengräberstraße des Hümmling“ und der „Straße der Megalithkultur“                                                                                              | Großsteingrab Groß Berßen 2 (Großsteingrab im Ipeken)            |
|     | Großsteingrab Groß Berßen 3                                                                 | Groß Berßen                                            | EL        |                                              | nur noch ein gesprengter Deckstein vorhanden; Teil der „Hünengräberstraße des Hümmling“                                                                                    | Großsteingrab Groß Berßen 3                                      |
| 858 | Großsteingrab Groß Berßen 4                                                                 | Groß Berßen                                            | EL        |                                              | Teil der „Hünengräberstraße des Hümmling“ | Großsteingrab Groß Berßen 4                                      |
|     | Großsteingrab Groß Berßen 5                                                                 | Groß Berßen                                            | EL        |                                              | Teil der „Hünengräberstraße des Hümmling“ | Großsteingrab Groß Berßen 5                                      |
| 859 | Großsteingrab Groß Berßen 6 („Wappengrab“)                                                  | Groß Berßen                                            | EL        |                                              | Teil der „Hünengräberstraße des Hümmling“ und der „Straße der Megalithkultur“                                                                                              | Großsteingrab Groß Berßen 6                                      |
| 861 | Großsteingrab Groß Berßen 7                                                                 | Groß Berßen                                            | EL        | Ganggrab                                     | 1955–1956 untersucht und rekonstruiert; Teil der „Hünengräberstraße des Hümmling“ und der „Straße der Megalithkultur“                                                      | Großsteingrab Groß Berßen 7                                      |
| 860 | Großsteingrab Groß Berßen 8 („Königsgrab“)                                                  | Groß Berßen                                            | EL        | Ganggrab                                     | Teil der „Hünengräberstraße des Hümmling“ und der „Straße der Megalithkultur“                                                                                              | Großsteingrab Groß Berßen 8                                      |
| 855 | Großsteingrab Groß Berßen 9 („Brutsteene“)                                                  | Groß Berßen                                            | EL        |                                              | Teil der „Hünengräberstraße des Hümmling“ | Großsteingrab Groß Berßen 9                                      |
| 862 | Großsteingrab Groß Berßen 10 („Deepmoorsteene“)                                             | Groß Berßen                                            | EL        |                                              | | Großsteingrab Groß Berßen 10                                     |
| 846 | Großsteingrab Groß-Stavern 1 (Großsteingrab auf Bruneforths Esch)                           | Stavern, OT Groß-Stavern                               | EL        | Ganggrab                                     | Teil der „Straße der Megalithkultur“ | Großsteingrab Groß-Stavern 1 (Großsteingrab auf Bruneforts Esch) |
| 845 | Großsteingrab Groß-Stavern 2                                                                | Stavern, OT Groß-Stavern                               | EL        |                                              | | Großsteingrab Groß-Stavern 2                                     |
| 844 | Großsteingrab Groß-Stavern 3                                                                | Stavern, OT Groß-Stavern                               | EL        | Ganggrab                                     | | Großsteingrab Groß-Stavern 3                                     |
|     | Großsteingrab Groß Steinum 2                                                                | Königslutter am Elm, OT Groß Steinum                   | HE        |                                              | weitgehend zerstört |                                                                  |
| 766 | Großsteingrab Groß Thondorf 1                                                               | Himbergen, OT Groß Thondorf                            | UE        |                                              | |                                                                  |
| 617 | Großsteingrab Großenhain („Dansenstein“)                                                    | Geestland, OT Lintig (Großenhain)                      | CUX       | unbekannt                                    | | Großsteingrab Großenhain                                         |
| 906 | Großsteingrab Haaren 1 (Großsteingrab Dübberort 1)                                          | Ostercappeln, OT Haaren                                | OS        | Ganggrab                                     | | Großsteingrab Haaren 1                                           |
| 907 | Großsteingrab Haaren 2 (Großsteingrab Dübberort 2)                                          | Ostercappeln, OT Haaren                                | OS        | Ganggrab                                     | | Großsteingrab Haaren 2                                           |
|     | Großsteingrab Haaren 3 (Großsteingrab Dübberort 3)                                          | Ostercappeln, OT Haaren                                | OS        |                                              | nur noch das Kammerpflaster und eine sehr flache Hügelschüttung sind vorhanden                                                                                             |                                                                  |
| 917 | Großsteingrab Haltern („Sloopsteine“, „Sloppsteine“, „Sluppsteine“)                         | Belm, OT Haltern-Wellingen                             | OS        | Ganggrab                                     | | Großsteingrab Haltern                                            |
| 652 | Großsteingrab Hammah 1                                                                      | Hammah                                                 | STD       | Ganggrab                                     | | Großsteingrab Hammah 1                                           |
| 653 | Großsteingrab Hammah 2                                                                      | Hammah                                                 | STD       | Großdolmen                                   | | Großsteingrab Hammah 2                                           |
| 654 | Großsteingrab Hammah 3                                                                      | Hammah                                                 | STD       | Großdolmen                                   | | Großsteingrab Hammah 3                                           |
| 655 | Großsteingrab Hammah 4                                                                      | Hammah                                                 | STD       | unbekannt                                    | oberirdisch nicht sichtbar, Erhaltungszustand unklar |                                                                  |
| 727 | Großsteingrab Harlingen 1                                                                   | Hitzacker (Elbe), OT Harlingen                         | DAN       |                                              | | Großsteingrab Harlingen 1                                        |
| 726 | Großsteingrab Harlingen 2                                                                   | Hitzacker (Elbe), OT Harlingen                         | DAN       |                                              | | Großsteingrab Harlingen 2                                        |
| 829 | Großsteingrab Harrenstätte 1 („Poldenhünensteine“)                                          | Spahnharrenstätte, OT Harrenstätte                     | EL        | Ganggrab                                     | Teil der „Straße der Megalithkultur“ | Poldenhünensteine in Harrenstätte                                |
| 925 | Großsteingrab Hatten 1                                                                      | Hatten                                                 | OL        |                                              | | Großsteingrab Hatten 1                                           |
| 926 | Großsteingrab Hatten 2 („Steenberg“)                                                        | Hatten                                                 | OL        | Ganggrab                                     | Teil der „Straße der Megalithkultur“ | Großsteingrab Hatten 2                                           |
|     | Großsteingrab Hegebusch                                                                     | Gnarrenburg                                            | ROW       | unbekannt                                    | | Großsteingrab Hegebusch                                          |
| 974 | Großsteingrab Heidenopfertisch                                                              | Visbek                                                 | VEC       | Ganggrab                                     | Teil der „Straße der Megalithkultur“ | Großsteingrab Heidenopfertisch                                   |
| 656 | Großsteingrab Heinbockel                                                                    | Heinbockel                                             | STD       | unbekannt                                    | | Großsteingrab Heinbockel                                         |
| 625 | Großsteingrab Heine 1                                                                       | Hagen im Bremischen, OT Heine                          | CUX       | unbekannt                                    | | Großsteingrab Heine 1                                            |
| 626 | Großsteingrab Heine 2                                                                       | Hagen im Bremischen, OT Heine                          | CUX       | erweiterter Dolmen                           | | Großsteingrab Heine 2                                            |
| 884 | Großsteingrab Hekese A („Hekeser Steine“)                                                   | Berge, OT Hekese                                       | OS        | Ganggrab                                     | Mit Hekese B durch eine Steinreihe verbunden; Teil der „Straße der Megalithkultur“                                                                                         | Großsteingrab Hekese A                                           |
| 883 | Großsteingrab Hekese B („Hekeser Steine“)                                                   | Berge, OT Hekese                                       | OS        | Ganggrab                                     | Mit Hekese A durch eine Steinreihe verbunden; Teil der „Straße der Megalithkultur“                                                                                         | Großsteingrab Hekese B                                           |
| 908 | Großsteingrab Helmichsteine (Großsteingrab Rulle 1, „Helmichsteine“, „Gevasteine“)          | Wallenhorst, OT Rulle                                  | OS        | Ganggrab                                     | Teil der „Straße der Megalithkultur“ | Großsteingrab Helmichsteine                                      |
| 815 | Großsteingrab Helmstedt 1 („Lübbensteine B“, „Lübbensteine Nordgrab“)                       | Helmstedt                                              | HE        | Ganggrab                                     | | Großsteingrab Helmstedt 1                                        |
| 816 | Großsteingrab Helmstedt 2 („Lübbensteine A“, „Lübbensteine Südgrab“)                        | Helmstedt                                              | HE        | Ganggrab oder Großdolmen                     | | Großsteingrab Helmstedt 2                                        |
| 867 | Großsteingrab im großen Sande (Großsteingrab Herßum)                                        | Lähden, OT Herßum                                      | EL        |                                              | Die frühere Vermutung eines zweiten Großsteingrabes in Herßum beruht vermutlich auf der Fehlinterpretation eines einzelnen Findlings.                                      | Großsteingrab im großen Sande                                    |
| 956 | Großsteingrab Hohe Steine                                                                   | Wildeshausen                                           | OL        | Ganggrab                                     | Teil der „Straße der Megalithkultur“ | Großsteingrab Hohe Steine                                        |
| 869 | Großsteingrab Holte-Lastrup 1                                                               | Lähden, OT Holte-Lastrup                               | EL        | Großdolmen                                   | | Großsteingrab Holte-Lastrup 1                                    |
| 868 | Großsteingrab Holte-Lastrup 2                                                               | Lähden, OT Holte-Lastrup                               | EL        | Großdolmen                                   | | Großsteingrab Holte-Lastrup 2                                    |
|     | Großsteingrab Holzen                                                                        | Reinstorf, OT Holzen                                   | LG        |                                              | |                                                                  |
|     | Großsteingrab Holzen 2                                                                      | Reinstorf, OT Holzen                                   | LG        |                                              | | Großsteingrab Holzen 2                                           |
| 954 | Großsteingrab Holzhausener Kellersteine 1                                                   | Wildeshausen, OT Holzhausen                            | OL        | Ganggrab                                     | | Großsteingrab Holzhausener Kellersteine 1                        |
| 955 | Großsteingrab Holzhausener Kellersteine 2                                                   | Wildeshausen, OT Holzhausen                            | OL        |                                              | | Großsteingrab Holzhausener Kellersteine 2                        |
| 694 | Großsteingrab Horndorf 1                                                                    | Reinstorf, OT Horndorf                                 | LG        | vermutlich kammerloses Hünenbett             | |                                                                  |
| 695 | Großsteingrab Horndorf 2                                                                    | Reinstorf, OT Horndorf                                 | LG        | vermutlich kammerloses Hünenbett             | |                                                                  |
| 696 | Großsteingrab Horndorf 3                                                                    | Reinstorf, OT Horndorf                                 | LG        | unbekannt                                    | |                                                                  |
| 697 | Großsteingrab Horndorf 4                                                                    | Reinstorf, OT Horndorf                                 | LG        | vermutlich kammerloses Hünenbett             | |                                                                  |
| 660 | Großsteingrab Horneburg 1                                                                   | Horneburg                                              | STD       | erweiterter Dolmen                           | | Großsteingrab Horneburg 1                                        |
| 661 | Großsteingrab Horneburg 2                                                                   | Horneburg                                              | STD       | vermutlich Großdolmen und erweiterter Dolmen | zwei Grabkammern in einem Hünenbett | Großsteingrab Horneburg 2                                        |
| 662 | Großsteingrab Horneburg 3                                                                   | Horneburg                                              | STD       | erweiterter Dolmen oder Großdolmen           | | Großsteingrab Horneburg 3                                        |
| 663 | Großsteingrab Horneburg 4                                                                   | Horneburg                                              | STD       | Ganggrab                                     | | Großsteingrab Horneburg 4                                        |
|     | Großsteingrab Hülseberg                                                                     | Damme (Dümmer)                                         | VEC       | unbekannt                                    | mögliches Großsteingrab |                                                                  |
| 962 | Großsteingrab Hünensteine                                                                   | Lindern (Oldenburg)                                    | CLP       | Ganggrab                                     | Teil der „Straße der Megalithkultur“ | Großsteingrab Hünensteine                                        |
| 931 | Großsteingrab Huntlosen 1 (Großsteingrab Wittenhöge, „Riesenbett“)                          | Großenkneten, OT Huntlosen                             | OL        |                                              | | Großsteingrab Huntlosen                                          |
| 842 | Großsteingrab Hüven-Nord („Volbers Hünensteine“)                                            | Hüven                                                  | EL        |                                              | Teil der „Straße der Megalithkultur“ | Großsteingrab Hüven-Nord (Volbers Hünensteine)                   |
| 843 | Großsteingrab Hüven-Süd                                                                     | Hüven                                                  | EL        |                                              | Die Annahme eines zweiten, zerstörten Grabes erscheint fraglich; Teil der „Straße der Megalithkultur“                                                                      | Großsteingrab Hüven-Süd                                          |
| 922 | Großsteingrab Jeggen                                                                        | Bissendorf, OT Jeggen                                  | OS        | Ganggrab                                     | Teil der „Straße der Megalithkultur“ | Großsteingrab Jeggen                                             |
| 801 | Großsteingrab Kahlstorf 1                                                                   | Wrestedt, OT Kahlstorf                                 | UE        | Ganggrab                                     | | Großsteingrab Kahlstorf 1                                        |
| 802 | Großsteingrab Kahlstorf 2                                                                   | Wrestedt, OT Kahlstorf                                 | UE        | Großdolmen                                   | |                                                                  |
| 899 | Großsteingrab Kalkriese („Hoststeine“)                                                      | Bramsche, OT Kalkriese                                 | OS        |                                              | | Baumgruppe über dem Großsteingrab                                |
| 909 | Großsteingrab Karlsteine („(Großer) Karlstein“, „(Große) Karlsteine“, „Schluppstein“)       | Osnabrück, OT Haste                                    | OS        |                                              | Teil der „Straße der Megalithkultur“ | Großsteingrab Karlsteine                                         |
| 769 | Großsteingrab Kettelstorf 1                                                                 | Himbergen, OT Kettelstorf                              | UE        |                                              | |                                                                  |
| 768 | Großsteingrab Kettelstorf 2                                                                 | Himbergen, OT Kettelstorf                              | UE        |                                              | |                                                                  |
|     | Großsteingrab Kettelstorf 3                                                                 | Himbergen, OT Kettelstorf                              | UE        |                                              | mögliches Großsteingrab |                                                                  |
| 675 | Großsteingrab Klecken                                                                       | Rosengarten, OT Klecken                                | WL        | Ganggrab                                     | | Großsteingrab Klecken                                            |
| 853 | Großsteingrab Klein Berßen 1 („Wahrsteene“)                                                 | Klein Berßen                                           | EL        | Ganggrab                                     | | Großsteingrab Klein Berßen 1                                     |
| 854 | Großsteingrab Klein Berßen 2 („Berßener Stein“)                                             | Klein Berßen                                           | EL        | Ganggrab oder Großdolmen                     | | Großsteingrab Klein Berßen 2                                     |
| 888 | Großsteingrab Klein Bokern                                                                  | Bippen, OT Klein Bokern                                | OS        | Ganggrab                                     | |                                                                  |
| 847 | Großsteingrab Klein-Stavern 1 (Großsteingrab am Osteresch)                                  | Stavern, OT Klein-Stavern                              | EL        |                                              | Teil der „Straße der Megalithkultur“ | Großsteingrab am Osteresch                                       |
| 848 | Großsteingrab Klein-Stavern 2 (Großsteingrab Deymanns Mühle 1)                              | Stavern, OT Klein-Stavern                              | EL        |                                              | Teil der „Straße der Megalithkultur“ | Großsteingrab Deymanns Mühle I                                   |
| 849 | Großsteingrab Klein-Stavern 3 (Großsteingrab Deymanns Mühle 2)                              | Stavern, OT Klein-Stavern                              | EL        |                                              | Teil der „Straße der Megalithkultur“ | Großsteingrab Deymanns Mühle II                                  |
| 850 | Großsteingrab Klein-Stavern 4 (Großsteingrab Deymanns Mühle 3)                              | Stavern, OT Klein-Stavern                              | EL        |                                              | Teil der „Straße der Megalithkultur“ | Großsteingrab Deymanns Mühle III                                 |
| 851 | Großsteingrab Klein-Stavern 5 (Großsteingrab Deymanns Mühle 4)                              | Stavern, OT Klein-Stavern                              | EL        |                                              | Teil der „Straße der Megalithkultur“ | Großsteingrab Deymanns Mühle IV                                  |
| 910 | Großsteingrab Kleine Karlsteine („Kleiner Karlstein“, „Kleine Karlsteine“)                  | Osnabrück, OT Haste                                    | OS        | Ganggrab                                     | Teil der „Straße der Megalithkultur“ | Großsteingrab Kleine Karlsteine                                  |
| 957 | Großsteingrab Kleinenknetener Steine 1 (Großsteingrab Große Steine 1)                       | Wildeshausen, OT Kleinenkneten                         | OL        | Ganggrab                                     | Teil der „Straße der Megalithkultur“ | Großsteingrab Kleinenknetener Steine 1                           |
| 958 | Großsteingrab Kleinenknetener Steine 2 (Großsteingrab Große Steine 2)                       | Wildeshausen, OT Kleinenkneten                         | OL        | Ganggrab                                     | Drei Grabkammern in einer Umfassung; Teil der „Straße der Megalithkultur“                                                                                                  | Großsteingrab Kleinenknetener Steine 2                           |
| 805 | Großsteingrab Krelingen                                                                     | Walsrode, OT Krelingen                                 | HK        | Ganggrab                                     | | Großsteingrab Krelingen                                          |
| 918 | Großsteingrab Krevinghausen 1                                                               | Bissendorf, OT Krevinghausen                           | OS        |                                              | |                                                                  |
|     | Großsteingrab Laer („Düvelstein“)                                                           | Bad Laer                                               | OS        |                                              | Nur noch der Hügel ist vorhanden. Ein Stein wurde in der Nähe in einem ehemaligen Schweinekoben verbaut.                                                                   |                                                                  |
| 866 | Großsteingrab Lähden 1                                                                      | Lähden                                                 | EL        | Ganggrab                                     | Teil der „Straße der Megalithkultur“ | Großsteingrab Lähden I                                           |
| 865 | Großsteingrab Lähden 2                                                                      | Lähden                                                 | EL        | Ganggrab                                     | | Großsteingrab Lähden II                                          |
| 840 | Großsteingrab Lahn 1                                                                        | Lahn (Hümmling)                                        | EL        |                                              | | Großsteingrab Lahn 1                                             |
| 839 | Großsteingrab Lahn 2                                                                        | Lahn (Hümmling)                                        | EL        |                                              | | Großsteingrab Lahn 2                                             |
| 841 | Großsteingrab Lahn 3                                                                        | Lahn (Hümmling)                                        | EL        |                                              | | Großsteingrab Lahn 3                                             |
| 837 | Großsteingrab Lahn 4 (Großsteingrab an der Kölkesdose)                                      | Lahn (Hümmling)                                        | EL        |                                              | ehemaliger Teil der „Straße der Megalithkultur“ | Großsteingrab Lahn 4 (Großsteingrab an der Kölkedose)            |
| 838 | Großsteingrab Lahn 5 (Großsteingrab am Kölkesberg)                                          | Lahn (Hümmling)                                        | EL        |                                              | ehemaliger Teil der „Straße der Megalithkultur“ | Großsteingrab Lahn 5 (Großsteingrab am Kölkesberg)               |
| 645 | Großsteingrab Lamstedt („Steinofen“, „Steenaben“)                                           | Lamstedt                                               | CUX       | Ganggrab                                     | | Großsteingrab Lamstedt                                           |
|     | Großsteingrab Langen (Geestland)                                                            | Geestland, OT Langen                                   | CUX       |                                              | rekonstruiert; Einordnung als Großsteingrab umstritten | Großsteingrab Langen (bei Bremerhaven)                           |
| 873 | Großsteingrab Langen (Emsland) (Großsteingrab auf dem Radberg)                              | Langen                                                 | EL        | Ganggrab                                     | Teil der „Straße der Megalithkultur“ | Großsteingrab Langen (Emsland)                                   |
| 621 | Großsteingrab Lehnstedt 1                                                                   | Hagen im Bremischen, OT Lehnstedt                      | CUX       | unbekannt                                    | | Großsteingrab Lehnstedt 1                                        |
| 622 | Großsteingrab Lehnstedt 2                                                                   | Hagen im Bremischen, OT Lehnstedt                      | CUX       | Großdolmen                                   | | Großsteingrab Lehnstedt 2                                        |
| 623 | Großsteingrab Lehnstedt 3                                                                   | Hagen im Bremischen, OT Lehnstedt                      | CUX       | Ganggrab                                     | | Großsteingrab Lehnstedt 3                                        |
| 624 | Großsteingrab Lehnstedt 4                                                                   | Hagen im Bremischen, OT Lehnstedt                      | CUX       | Ganggrab                                     | | Großsteingrab Lehnstedt 4                                        |
| 717 | Großsteingrab Lemgrabe 1                                                                    | Dahlenburg, OT Lemgrabe                                | LG        | Ganggrab                                     | | Großsteingrab Eimstorf                                           |
| 716 | Großsteingrab Lemgrabe 2                                                                    | Dahlenburg, OT Lemgrabe                                | LG        | Großdolmen oder Ganggrab                     | | Großsteingrab Eimstorf                                           |
|     | Großsteingrab Liebenburg                                                                    | Liebenburg                                             | GS        | Galeriegrab (Mitteldeutsche Kammer)          | |                                                                  |
| 793 | Großsteingrab Linden 1 (Großsteingrab Mühle Verhorn, Großsteingrab Linden Konstantin 1)     | Gerdau, OT Groß Süstedt                                | UE        |                                              | benannt nach dem nahe gelegenen Linden, einem Ortsteil von Schwienau | Großsteingrab Mühle Verhorn                                      |
| 794 | Großsteingrab Linden 2 (Großsteingrab Linden Konstantin 1)                                  | Gerdau, OT Groß Süstedt                                | UE        |                                              | benannt nach dem nahe gelegenen Linden, einem Ortsteil von Schwienau | Großsteingrab Linden 2                                           |
|     | Großsteingrab Linsburg                                                                      | Linsburg                                               | NI        |                                              | In der Nähe des Ortes im Grinderwald befinden sich zersprengte Reste eines Großsteingrabes. Mehrere Findlinge wurden zum Bau eines Kriegerdenkmals entfernt. Grabung 2015. | Großsteingrab Linsburg                                           |
| 898 | Großsteingrab Lintern („Die großen Steine auf dem Goldesch“, „Kampgoren“ („Kampfgarten“))   | Neuenkirchen, OT Lintern                               | OS        | Ganggrab                                     | | Großsteingrab Lintern                                            |
| 971 | Großsteingrab Löningen 1                                                                    | Löningen                                               | CLP       |                                              | nur noch wenige originale Steine vorhanden; an gleicher Stelle ist eine moderne Kopie eines Großsteingrabes errichtet                                                      | Großsteingrab Löningen 1                                         |
| 972 | Großsteingrab Löningen 2                                                                    | Löningen, OT Werwe                                     | CLP       |                                              | | Großsteingrab Löningen 2                                         |
| 973 | Großsteingrab Löningen 3                                                                    | Löningen, OT Evenkamp                                  | CLP       |                                              | | Großsteingrab auf dem Ladenesch                                  |
| 676 | Großsteingrab Lübberstedt 1                                                                 | Gödenstorf, OT Lübberstedt                             | WL        | unbekannt                                    | | Großsteingrab Lübberstedt 1                                      |
| 677 | Großsteingrab Lübberstedt 2                                                                 | Gödenstorf, OT Lübberstedt                             | WL        | unbekannt                                    | | Großsteingrab Lübberstedt 2                                      |
|     | Großsteingrab Lübberstedt 3                                                                 | Gödenstorf, OT Lübberstedt                             | WL        | unbekannt                                    | | Großsteingrab Lübberstedt 3                                      |
| 778 | Großsteingrab Masendorf 1                                                                   | Uelzen, OT Masendorf                                   | UE        | unbekannt                                    | |                                                                  |
| 616 | Großsteingrab Meckelstedt 1                                                                 | Geestland, OT Lintig (Meckelstedt)                     | CUX       | unbekannt                                    | | Großsteingrab Meckelstedt                                        |
| 879 | Großsteingrab Mehringen 1                                                                   | Emsbüren, OT Mehringen                                 | EL        | Ganggrab                                     | | Mehringer Steine 1                                               |
| 880 | Großsteingrab Mehringen 2                                                                   | Emsbüren, OT Mehringen                                 | EL        | Ganggrab                                     | | Mehringer Steine 2                                               |
| 881 | Großsteingrab Mehringen 3                                                                   | Emsbüren, OT Mehringen                                 | EL        | Ganggrab                                     | | Mehringer Steine 3                                               |
| 629 | Großsteingrab Meyenburg                                                                     | Schwanewede, OT Meyenburg (Osterstade)                 | OHZ       | Ganggrab                                     | | Großsteingrab Meyenburg                                          |
| 606 | Großsteingrab Midlum 1 („Henkenstein“)                                                      | Wurster Nordseeküste, OT Midlum                        | CUX       | unbekannt                                    | | Großsteingrab Midlum 1                                           |
| 607 | Großsteingrab Midlum 2 („Hohensteine“)                                                      | Wurster Nordseeküste, OT Midlum                        | CUX       | Ganggrab                                     | | Großsteingrab Midlum 2                                           |
| 976 | Großsteingrab Mühlensteine                                                                  | Visbek, OT Varnhorn                                    | VEC       | Ganggrab                                     | | Großsteingrab Mühlensteine                                       |
| 876 | Großsteingrab Mundersum (Großsteingrab Mundersumer Sand, Großsteingrab im Mundersumer Sand) | Lingen (Ems), OT Mundersum                             | EL        |                                              | | Großsteingrab Mundersum                                          |
| 919 | Großsteingrab Nahne 1                                                                       | Osnabrück, OT Nahne                                    | OS        | unbekannt                                    | |                                                                  |
| 722 | Großsteingrab Nahrendorf 1                                                                  | Nahrendorf                                             | LG        | Großdolmen                                   | |                                                                  |
| 723 | Großsteingrab Nahrendorf 2                                                                  | Nahrendorf                                             | LG        | vermutlich Urdolmen                          | |                                                                  |
|     | Großsteingrab Nahrendorf Fpl. 5                                                             | Nahrendorf                                             | LG        | unbekannt                                    | | Großsteingrab Nahrendorf Fpl. 5                                  |
| 651 | Großsteingrab Nartum („Hünenkeller“)                                                        | Gyhum, OT Nartum                                       | ROW       | Großdolmen                                   | | Großsteingrab Nartum                                             |
| 673 | Großsteingrab Nenndorf                                                                      | Rosengarten, OT Nenndorf                               | WL        | Ganggrab                                     | | Großsteingrab Nenndorf                                           |
| 806 | Großsteingrab Oberndorfmark A („Siebensteinhäuser“)                                         | ehemals Oberndorfmark, jetzt Truppenübungsplatz Bergen | HK        | Ganggrab                                     | | Großsteingrab Oberndorfmark A                                    |
| 807 | Großsteingrab Oberndorfmark B („Siebensteinhäuser“)                                         | ehemals Oberndorfmark, jetzt Truppenübungsplatz Bergen | HK        | Ganggrab                                     | | Großsteingrab Oberndorfmark B                                    |
| 808 | Großsteingrab Oberndorfmark C („Siebensteinhäuser“)                                         | ehemals Oberndorfmark, jetzt Truppenübungsplatz Bergen | HK        | Ganggrab                                     | | Großsteingrab Oberndorfmark C                                    |
| 810 | Großsteingrab Oberndorfmark D („Siebensteinhäuser“)                                         | ehemals Oberndorfmark, jetzt Truppenübungsplatz Bergen | HK        | Ganggrab                                     | | Großsteingrab Oberndorfmark D                                    |
| 809 | Großsteingrab Oberndorfmark E („Siebensteinhäuser“)                                         | ehemals Oberndorfmark, jetzt Truppenübungsplatz Bergen | HK        | Ganggrab                                     | | Großsteingrab Oberndorfmark E                                    |
| 658 | Großsteingrab Ohrensen                                                                      | Bargstedt, OT Ohrensen                                 | STD       | unbekannt                                    | |                                                                  |
| 683 | Großsteingrab Oldendorf 1                                                                   | Oldendorf (Luhe)                                       | LG        | Großdolmen oder Ganggrab                     | Grabung 1973 | Großsteingrab Oldendorf 1                                        |
| 684 | Großsteingrab Oldendorf 2                                                                   | Oldendorf (Luhe)                                       | LG        | Ganggrab                                     | Grabung 1972 | Großsteingrab Oldendorf 2                                        |
| 685 | Großsteingrab Oldendorf 3                                                                   | Oldendorf (Luhe)                                       | LG        | unbekannt                                    | | Großsteingrab Oldendorf 3                                        |
| 686 | Großsteingrab Oldendorf 4                                                                   | Oldendorf (Luhe)                                       | LG        | Ganggrab                                     | Grabung 1970 | Großsteingrab Oldendorf 4                                        |
| 968 | Großsteingrab Oldendorfer Hünensteine                                                       | Lastrup, OT Oldendorf                                  | CLP       | Ganggrab                                     | Teil der „Straße der Megalithkultur“ | Großsteingrab Oldendorfer Hünensteine                            |
| 834 | Großsteingrab Ostenwalde 2                                                                  | Werlte, OT Ostenwalde                                  | EL        |                                              | | Großsteingrab Ostenwalde 2                                       |
| 836 | Großsteingrab Ostenwalde 3                                                                  | Werlte, OT Ostenwalde                                  | EL        |                                              | |                                                                  |
| 647 | Großsteingrab Ostereistedt (Großsteingrab Wennebostel)                                      | Ostereistedt                                           | ROW       | Ganggrab                                     | | Großsteingrab Ostereistedt                                       |
| 630 | Großsteingrab Osterholz-Scharmbeck („Hünenstein“)                                           | Osterholz-Scharmbeck                                   | OHZ       | Ganggrab                                     | | Großsteingrab Osterholz-Scharmbeck                               |
| 913 | Großsteingrab Östringer Steine 1                                                            | Osnabrück, OT Haste                                    | OS        | Ganggrab                                     | Teil der „Straße der Megalithkultur“ | Großsteingrab Östringer Steine 1                                 |
| 912 | Großsteingrab Östringer Steine 2                                                            | Osnabrück, OT Haste                                    | OS        | Ganggrab                                     | Teil der „Straße der Megalithkultur“ | Großsteingrab Östringer Steine 2                                 |
| 911 | Großsteingrab Östringer Steine 3                                                            | Osnabrück, OT Haste                                    | OS        |                                              | |                                                                  |
| 698 | Großsteingrab Radenbeck 1                                                                   | Thomasburg, OT Radenbeck                               | LG        | unbekannt                                    | |                                                                  |
| 924 | Großsteingrab Rastede („Alte Kapelle“)                                                      | Rastede                                                | WST       | Ganggrab                                     | | Großsteingrab Rastede                                            |
| 679 | Großsteingrab Raven 1                                                                       | Soderstorf, OT Raven                                   | LG        | Ganggrab                                     | | Großsteingrab Raven 1                                            |
| 680 | Großsteingrab Raven 2                                                                       | Soderstorf, OT Raven                                   | LG        | Ganggrab                                     | | Großsteingrab Raven 2                                            |
| 811 | Großsteingrab Reckum 1                                                                      | Winkelsett, OT Reckum                                  | OL        | Ganggrab                                     | Teil der „Straße der Megalithkultur“ | Großsteingrab Reckum 1                                           |
| 812 | Großsteingrab Reckum 2                                                                      | Winkelsett, OT Reckum                                  | OL        | Ganggrab                                     | Teil der „Straße der Megalithkultur“ | Großsteingrab Reckum 2                                           |
| 736 | Großsteingrab Reddereitz 1                                                                  | Clenze, OT Reddereitz                                  | DAN       | unbekannt                                    | | Großsteingrab Reddereitz 1                                       |
| 737 | Großsteingrab Reddereitz 2                                                                  | Clenze, OT Reddereitz                                  | DAN       | unbekannt                                    | | Großsteingrab Reddereitz 2                                       |
| 738 | Großsteingrab Reddereitz 3                                                                  | Clenze, OT Reddereitz                                  | DAN       | unbekannt                                    | | Großsteingrab Reddereitz 3                                       |
| 693 | Großsteingrab Reinstorf                                                                     | Reinstorf                                              | LG        | unbekannt                                    | | Großsteingrab Reinstorf                                          |
| 886 | Großsteingrab Restrup (Großsteingrab Bippen)                                                | Bippen, OT Restrup                                     | OS        | Ganggrab                                     | Unmittelbar neben dem Grab steht ein Näpfenstein; Teil der „Straße der Megalithkultur“                                                                                     | Großsteingrab Restrup                                            |
|     | Großsteingrab Rethen                                                                        | Vordorf, OT Rethen                                     | GF        | unbekannt                                    | 1995 entdeckt | Großsteingrab Rethen                                             |
| 796 | Großsteingrab Riestedt 1                                                                    | Uelzen, OT Riestedt                                    | UE        | Ganggrab                                     | | Großsteingrab Riestedt 1                                         |
| 699 | Großsteingrab Rohstorf 1                                                                    | Vastorf, OT Rohstorf                                   | LG        | Ganggrab                                     | | Großsteingrab Rohstorf 1                                         |
| 700 | Großsteingrab Rohstorf 2                                                                    | Vastorf, OT Rohstorf                                   | LG        | vermutlich kammerloses Hünenbett             | | Großsteingrab Rohstorf 2                                         |
| 701 | Großsteingrab Rohstorf 3                                                                    | Vastorf, OT Rohstorf                                   | LG        | Ganggrab                                     | | Großsteingrab Rohstorf 3                                         |
|     | Großsteingrab Rohstorf 4                                                                    | Vastorf, OT Rohstorf                                   | LG        | unbekannt                                    | | Großsteingrab Rohstorf 4                                         |
|     | Großsteingrab Rohstorf 5                                                                    | Vastorf, OT Rohstorf                                   | LG        | unbekannt                                    | | Großsteingrab Rohstorf 5                                         |
| 961 | Großsteingrab Schlingsteine                                                                 | Lindern (Oldenburg)                                    | CLP       |                                              | Teil der „Straße der Megalithkultur“ | Großsteingrab Schlingsteine                                      |
| 977 | Großsteingrab Schmeersteine                                                                 | Visbek, OT Varnhorn                                    | VEC       |                                              | Teil der „Straße der Megalithkultur“ | Großsteingrab Schmeersteine                                      |
| 903 | Driehauser Steine (Großsteingrab Schwagstorf 1)                                             | Ostercappeln, OT Schwagstorf                           | OS        | Ganggrab                                     | Teil der „Straße der Megalithkultur“ | Großsteingrab Driehauser Steine                                  |
| 904 | Großsteingrab Schwagstorf 2 (Großsteingrab Felsener Esch 1)                                 | Ostercappeln, OT Schwagstorf                           | OS        | erweiterter Dolmen                           | | Großsteingrab Schwagstorf 2                                      |
| 905 | Großsteingrab Schwagstorf 3 (Großsteingrab Felsener Esch 2)                                 | Ostercappeln, OT Schwagstorf                           | OS        | unbekannt                                    | Grabung 2014 | Großsteingrab Schwagstorf 3                                      |
| 718 | Großsteingrab Seedorf 1                                                                     | Boitze, OT Seedorf                                     | LG        | erweiterter Dolmen                           | |                                                                  |
| 719 | Großsteingrab Seedorf 2                                                                     | Boitze, OT Seedorf                                     | LG        | unbekannt                                    | |                                                                  |
| 608 | Großsteingrab Sievern („Bülzenbett“)                                                        | Geestland, OT Sievern                                  | CUX       | Großdolmen oder Ganggrab                     | | Großsteingrab Sievern                                            |
| 682 | Großsteingrab Soderstorf                                                                    | Soderstorf                                             | LG        | Ganggrab                                     | | Großsteingrab Soderstorf                                         |
| 833 | Großsteingrab Sögel 1 (Großsteingrab Püttkesberge)                                          | Sögel                                                  | EL        | unbekannt                                    | Teil der „Straße der Megalithkultur“ | Großsteingrab Püttkesberge                                       |
| 831 | Großsteingrab Sögel 2 (Großsteingrab Düvelskuhlen 1)                                        | Sögel                                                  | EL        | Ganggrab                                     | Teil der „Straße der Megalithkultur“ | Großsteingrab Sögel 2 (Großsteingrab bei den Düvelskuhlen)       |
| 832 | Großsteingrab Sögel 3 (Großsteingrab Düvelskuhlen 2)                                        | Sögel                                                  | EL        | Ganggrab                                     | Teil der „Straße der Megalithkultur“ | Großsteingrab Sögel 2 (Großsteingrab bei den Düvelskuhlen)       |
|     | Großsteingrab Solchstorf 1                                                                  | Bienenbüttel, OT Edendorf (Gut Solchstorf)             | UE        | unbekannt                                    | |                                                                  |
|     | Großsteingrab Solchstorf 2                                                                  | Altenmedingen                                          | UE        | unbekannt                                    | | Großsteingrab Solchstorf 2                                       |
|     | Galeriegrab von Sorsum                                                                      | Hildesheim, OT Sorsum                                  | HI        | Galeriegrab                                  | 1955 entdeckt; zwischen 1956 und 1960 ausgegraben; in den anstehenden Felsboden eingearbeitet                                                                              | Galeriegrab von Sorsum                                           |
|     | Großsteingrab Sottorf 1                                                                     | Amelinghausen, OT Sottorf                              | LG        | unbekannt                                    | 1949 gesprengt, Reste der Kammersteine aber noch vorhanden | Großsteingrab Sottorf 1                                          |
| 687 | Großsteingrab Sottorf 2                                                                     | Amelinghausen, OT Sottorf                              | LG        | unbekannt                                    | |                                                                  |
| 688 | Großsteingrab Sottorf 3                                                                     | Amelinghausen, OT Sottorf                              | LG        | unbekannt                                    | |                                                                  |
| 827 | Großsteingrab Spahn 1 („Hünenstein“)                                                        | Spahnharrenstätte, OT Spahn                            | EL        |                                              | | Großsteingrab Spahn 1                                            |
| 828 | Großsteingrab Spahn 2 („Steenberg“)                                                         | Spahnharrenstätte, OT Spahn                            | EL        | Ganggrab                                     | | Großsteingrab Spahn 2                                            |
| 627 | Großsteingrab Steden 1                                                                      | Holste, OT Steden                                      | OHZ       | Ganggrab                                     | | Großsteingrab Steden 1                                           |
| 628 | Großsteingrab Steden 2                                                                      | Holste, OT Steden                                      | OHZ       | Ganggrab                                     | | Großsteingrab Steden 2                                           |
|     | Großsteingrab Steden 3                                                                      | Holste, OT Steden                                      | OHZ       | unbekannt                                    | | Großsteingrab Steden 3                                           |
| 674 | Großsteingrab Steinbeck (Hünenschloss)                                                      | Buchholz in der Nordheide, OT Steinbeck                | WL        | unbekannt                                    | | Großsteingrab Steinbeck                                          |
| 649 | Großsteingrab Steinfeld 1                                                                   | Bülstedt, OT Steinfeld                                 | ROW       | Ganggrab                                     | | Großsteingrab Steinfeld 1                                        |
| 650 | Großsteingrab Steinfeld 2                                                                   | Bülstedt, OT Steinfeld                                 | ROW       | Ganggrab                                     | | Großsteingrab Steinfeld 2                                        |
| 941 | Großsteingrab Steinloger Kellersteine 1                                                     | Großenkneten, OT Steinloge                             | OL        |                                              | | Großsteingrab Steinloger Kellersteine 1                          |
| 942 | Großsteingrab Steinloger Kellersteine 2                                                     | Großenkneten, OT Steinloge                             | OL        |                                              | | Großsteingrab Steinloger Kellersteine 2                          |
| 813 | Großsteingrab Stöckse („Teufelsbett“)                                                       | Stöckse                                                | NI        | Ganggrab                                     | | Großsteingrab Stöckse                                            |
| 975 | Großsteingrab Stüvenmühle 1                                                                 | Visbek                                                 | VEC       |                                              | |                                                                  |
|     | Großsteingrab Süpplingen                                                                    | Süpplingen                                             | HE        |                                              | |                                                                  |
| 817 | Großsteingrab Tannenhausen („Butter, Brot und Käse“)                                        | Aurich, OT Tannenhausen                                | AUR       | Ganggrab                                     | zwei benachbarte Grabkammern, vermutlich in einem Hünenbett gelegen | Großsteingrab Tannenhausen                                       |
| 914 | Großsteingrab Teufelssteine („Teufelssteine“, „Düvelsteine“, „Lehzensteine“, „Teufelsbett“) | Osnabrück, OT Voxtrup                                  | OS        | Ganggrab                                     | Teil der „Straße der Megalithkultur“ | Großsteingrab Teufelssteine Voxtrup                              |
| 959 | Großsteingrab Teufelssteine (Molbergen) (Großsteingrab Bischofsbrück 1)                     | Molbergen, OT Peheim (Bischofsbrück)                   | CLP       |                                              | Teil der „Straße der Megalithkultur“ | Großsteingrab Teufelssteine Bischofsbrück                        |
| 953 | Großsteingrab Thölstedt („Große Steine“)                                                    | Wildeshausen, OT Thölstedt                             | OL        | Ganggrab                                     | Teil der „Straße der Megalithkultur“ | Großsteingrab Thölstedt                                          |
| 874 | Großsteingrab Thuine (Großsteingrab in der Kunkenvenne)                                     | Thuine                                                 | EL        | Ganggrab                                     | Teil der „Straße der Megalithkultur“ | Großsteingrab Thuine                                             |
| 714 | Großsteingrab Tosterglope 1                                                                 | Tosterglope                                            | LG        | unbekannt                                    | |                                                                  |
| 713 | Großsteingrab Tosterglope 2                                                                 | Tosterglope                                            | LG        | kammerloses Hünenbett                        | |                                                                  |
| 897 | Großsteingrab Ueffeln 1 („Wiemelsberger Steine“)                                            | Bramsche, OT Ueffeln                                   | OS        | Ganggrab                                     | Teil der „Straße der Megalithkultur“ | Großsteingrab Ueffeln                                            |
|     | Großsteingrab Ueffeln 2 (Großsteingrab im Büdenfeld)                                        | Bramsche, OT Ueffeln                                   | OS        |                                              | lange für zerstört gehalten, 1978 wiederentdeckt |                                                                  |
|     | Großsteingrab Uelzen 1                                                                      | Uelzen (Stadtwald)                                     | UE        | unbekannt                                    | nur in Resten erhalten | Großsteingrab Uelzen 1                                           |
| 916 | Großsteingrab Vehrte 1 („Teufels Backofen“)                                                 | Belm, OT Vehrte                                        | OS        | Ganggrab                                     | Teil der „Straße der Megalithkultur“ | Großsteingrab Vehrte 1                                           |
| 915 | Großsteingrab Vehrte 2 („Teufels Backtrog“)                                                 | Belm, OT Vehrte                                        | OS        | erweiterter Dolmen                           | Teil der „Straße der Megalithkultur“ | Großsteingrab Vehrte 2                                           |
| 952 | Großsteingrab Visbeker Braut                                                                | Wildeshausen, OT Holzhausen                            | OL        |                                              | Teil der „Straße der Megalithkultur“ | Großsteingrab Visbeker Braut                                     |
| 934 | Großsteingrab Visbeker Bräutigam 1                                                          | Großenkneten                                           | OL        | Ganggrab                                     | Teil der „Straße der Megalithkultur“ | Großsteingrab Visbeker Bräutigam 1                               |
| 935 | Großsteingrab Visbeker Bräutigam 2                                                          | Großenkneten                                           | OL        | Ganggrab                                     | Teil der „Straße der Megalithkultur“ | Großsteingrab Visbeker Bräutigam 2                               |
| 936 | Großsteingrab Visbeker Bräutigam 3 („Visbeker Bräutigam“)                                   | Großenkneten                                           | OL        |                                              | Teil der „Straße der Megalithkultur“ | Großsteingrab Visbeker Bräutigam 3                               |
| 937 | Großsteingrab Visbeker Bräutigam 4                                                          | Großenkneten                                           | OL        | Ganggrab                                     | Teil der „Straße der Megalithkultur“ | Großsteingrab Visbeker Bräutigam 4                               |
| 938 | Großsteingrab Visbeker Bräutigam 5 („Brautwagen“)                                           | Großenkneten                                           | OL        |                                              | Teil der „Straße der Megalithkultur“ | Großsteingrab Visbeker Bräutigam 5                               |
|     | Großsteingrab Völkersen                                                                     | Langwedel (Weser), OT Völkersen                        | VER       |                                              | Grabung 1971, nur noch ein Wandstein erhalten | Großsteingrab Völkersen                                          |
| 821 | Großsteingrab Vrees 1 („Plingenberger Steine im langen Sand“)                               | Vrees                                                  | EL        |                                              | | Großsteingrab Vrees 1                                            |
| 870 | Großsteingrab Wachtum                                                                       | Löningen, OT Wachtum                                   | CLP       |                                              | | Großsteingrab Wachtum                                            |
|     | Großsteingrab Wallhöfen                                                                     | Vollersode, OT Wallhöfen                               | OHZ       | unbekannt                                    | nur ein einzelner großer Findling sichtbar, evtl. identisch mit einem der als zerstört geführten Gräber                                                                    | Großsteingrab Wallhöfen                                          |
| 605 | Großsteingrab Wanhöden („Riesenhütte“)                                                      | Nordholz, OT Wanhöden                                  | CUX       | unbekannt                                    | | Großsteingrab Wanhöden                                           |
| 611 | Großsteingrab Wehden                                                                        | Schiffdorf, OT Wehden                                  | CUX       | Ganggrab                                     | | Großsteingrab Wehden                                             |
|     | Großsteingrab Welsede                                                                       | Hessisch Oldendorf, OT Welsede                         | HM        |                                              | mögliches Großsteingrab, von dem wahrscheinlich noch einige Wandplatten erhalten sind                                                                                      |                                                                  |
| 671 | Großsteingrab Wenzendorf (Großsteingrab Wennerstorf, „Margaretenstein“)                     | Wenzendorf                                             | WL        | Großdolmen                                   | | Großsteingrab Wenzendorf                                         |
| 830 | Großsteingrab Werlte („Die hohen Steine“, „De hoogen Steener“)                              | Werlte                                                 | EL        | Ganggrab                                     | Teil der „Straße der Megalithkultur“ | Großsteingrab Werlte                                             |
| 822 | Großsteingrab Werpeloh 1 („Steenhus“)                                                       | Werpeloh                                               | EL        |                                              | Teil der „Straße der Megalithkultur“ | Großsteingrab Werpeloh II                                        |
| 823 | Großsteingrab Werpeloh 2                                                                    | Werpeloh                                               | EL        |                                              | Teil der „Straße der Megalithkultur“ | Großsteingrab Werpeloh II                                        |
| 824 | Großsteingrab Werpeloh 3                                                                    | Werpeloh                                               | EL        |                                              | | Großsteingrab Werpeloh III                                       |
| 825 | Großsteingrab Werpeloh 4                                                                    | Werpeloh                                               | EL        |                                              | Teil der „Straße der Megalithkultur“ | Großsteingrab Werpeloh 4                                         |
| 826 | Großsteingrab Werpeloh 5                                                                    | Werpeloh                                               | EL        |                                              | Teil der „Straße der Megalithkultur“ | Großsteingrab Werpeloh V                                         |
| 864 | Großsteingrab Westerloh 1                                                                   | Westerloh (Haselünne)                                  | EL        | Ganggrab                                     | | Großsteingrab Westerloh 1                                        |
| 863 | Großsteingrab Westerloh 2                                                                   | Westerloh (Haselünne)                                  | EL        | Ganggrab                                     | Uneinsehbar auf eingezäuntem Privatgrundstück gelegen |                                                                  |
| 631 | Großsteingrab Westernwanna 1                                                                | Wanna, OT Westernwanna                                 | CUX       | Erweiterter Dolmen                           | | Großsteingrab Wanna 1                                            |
| 632 | Großsteingrab Westernwanna 2                                                                | Wanna, OT Westernwanna                                 | CUX       | Großdolmen oder Ganggrab                     | | Großsteingrab Wanna 2                                            |
| 633 | Großsteingrab Westernwanna 3                                                                | Wanna, OT Westernwanna                                 | CUX       | Ganggrab                                     | | Großsteingrab Wanna 3                                            |
| 634 | Großsteingrab Westernwanna 4                                                                | Wanna, OT Westernwanna                                 | CUX       | Ganggrab                                     | | Großsteingrab Wanna 4                                            |
| 635 | Großsteingrab Westernwanna 5                                                                | Wanna, OT Westernwanna                                 | CUX       | Ganggrab                                     | | Großsteingrab Wanna 5                                            |
| 636 | Großsteingrab Westernwanna 6                                                                | Wanna, OT Westernwanna                                 | CUX       | Großdolmen oder Ganggrab                     | | Großsteingrab Wanna 6                                            |
| 637 | Großsteingrab Westernwanna 7 („Karlskirche“, „Kleine Kronskark“)                            | Wanna, OT Westernwanna                                 | CUX       | Ganggrab                                     | | Großsteingrab Wanna 7                                            |
| 638 | Großsteingrab Westernwanna 8                                                                | Wanna, OT Westernwanna                                 | CUX       | unbekannt                                    | | Großsteingrab Wanna 8                                            |
| 639 | Großsteingrab Westernwanna 9                                                                | Wanna, OT Westernwanna                                 | CUX       | unbekannt                                    | | Großsteingrab Wanna 9                                            |
| 640 | Großsteingrab Westernwanna 10 („Kronskark“)                                                 | Wanna, OT Westernwanna                                 | CUX       | Ganggrab                                     | | Großsteingrab Wanna 10                                           |
| 642 | Großsteingrab Westernwanna 12                                                               | Wanna, OT Westernwanna                                 | CUX       | Großdolmen oder Ganggrab                     | | Großsteingrab Wanna 12                                           |
| 643 | Großsteingrab Westernwanna 13                                                               | Wanna, OT Westernwanna                                 | CUX       | Großdolmen oder Ganggrab                     | | Großsteingrab Wanna 13                                           |
|     | Großsteingrab Westernwanna 14                                                               | Wanna, OT Westernwanna                                 | CUX       | unbekannt                                    | | Großsteingrab Wanna 14                                           |
| 771 | Großsteingrab Westerweyhe                                                                   | Uelzen, OT Westerweyhe                                 | UE        | unbekannt                                    | | Großsteingrab Westerweyhe                                        |
| 681 | Großsteingrab Wetzen                                                                        | Oldendorf (Luhe), OT Wetzen                            | LG        | Ganggrab                                     | | Großsteingrab Wetzen                                             |
| 724 | Großsteingrab Wietzetze 1                                                                   | Hitzacker (Elbe), OT Wietzetze                         | DAN       | Ganggrab                                     | | Großsteingrab Wietzetze 1                                        |
| 725 | Großsteingrab Wietzetze 2                                                                   | Hitzacker (Elbe), OT Wietzetze                         | DAN       | Ganggrab                                     | | Großsteingrab Wietzetze 2                                        |
|     | Großsteingrab Wietzetze 3                                                                   | Hitzacker (Elbe), OT Wietzetze                         | DAN       |                                              | | Großsteingrab Wietzetze 3                                        |
| 644 | Großsteingrab Wingst                                                                        | Wingst                                                 | CUX       | unbekannt                                    | | Großsteingrab Wingst                                             |
| 739 | Großsteingrab Winterweyhe                                                                   | Schnega, OT Winterweyhe                                | DAN       | Ganggrab                                     | | Großsteingrab Winterweyhe                                        |
| 728 | Großsteingrab Wittfeitzen                                                                   | Waddeweitz, OT Groß Wittfeitzen                        | DAN       |                                              | | Großsteingrab Wittfeitzen                                        |
| 618 | Großsteingrab Wittstedt                                                                     | Hagen im Bremischen, OT Wittstedt                      | CUX       | Ganggrab                                     | | Großsteingrab Wittstedt                                          |

#### Umgesetzte Gräber
| Nr. | Grab                                                                | Ort                                  | Landkreis | Typ                | Anmerkungen | Bild                          |
| --- | ------------------------------------------------------------------- | ------------------------------------ | --------- | ------------------ | --- | ----------------------------- |
|     | Galeriegrab Bredelem                                                | Langelsheim, OT Bredelem             | GS        | Galeriegrab        | 1959/60 untersucht und 100 Meter vom ursprünglichen Standort wiedererrichtet. Ein verbauter Menhir befindet sich heute im Braunschweigischen Landesmuseum, Abteilung Archäologie in Wolfenbüttel. Beim rekonstruierten Grab wurde eine Kopie aufgestellt. | Galeriegrab Bredelem          |
|     | Großsteingrab Dohnsen (Großsteingrab Siddernhausen)                 | Bergen, OT Dohnsen                   | CE        | Ganggrab           | | Großsteingrab Dohnsen         |
|     | Großsteingrab Düste (Großsteingrab Barnstorf, Großsteingrab Walsen) | Eydelstedt, OT Düste                 | DH        | Ganggrab           | 1984 entdeckt, nach der Untersuchung an den Ortsrand von Barnstorf umgesetzt | Großsteingrab Düste           |
| 970 | Großsteingrab Dwerschsonderling                                     | Lastrup                              | CLP       |                    | nahe dem Großsteingrab am Sonderling gelegen; in den 1880er Jahren um 20 Meter vom ursprünglichen Standort versetzt und nicht originalgetreu rekonstruiert                                                                                                |                               |
|     | Großsteingrab Groß Steinum 1 (Großsteingrab am Dorm)                | Königslutter am Elm, OT Groß Steinum | HE        | Ganggrab           | bei Auffindung weitgehend zerstört; nahe dem ursprünglichen Standort frei rekonstruiert | Großsteingrab Groß Steinum 1  |
|     | Großsteingrab Hilter                                                | Hilter am Teutoburger Wald           | OS        |                    | 1902 und 1983 untersucht; etwa 300 Meter vom ursprünglichen Standort mit zum großen Teil nicht originaler Bausubstanz wiedererrichtet |                               |
| 947 | Großsteingrab Kleinenkneten 3                                       | Dötlingen                            | OL        |                    | in den 1930er Jahren abgebaut und nach Kleinenkneten umgesetzt | Großsteingrab Kleinenkneten 3 |
| 798 | Großsteingrab Lehmke 1                                              | Wrestedt, OT Lehmke                  | UE        | Großdolmen         | 1971 zerstört und 1975 im Museumsdorf Hösseringen unter Verwendung der Originalsteine wiedererrichtet |                               |
|     | Großsteingrab Nordsteimke                                           | Wolfsburg, OT Nordsteimke            | WOB       | erweiterter Dolmen | 1968 auf dem Feld entdeckt, 1975 im Ort rekonstruiert und 2008 im Ort umgesetzt | Großsteingrab Nordsteimke     |
| 835 | Großsteingrab Ostenwalde 1                                          | Werlte, OT Ostenwalde                | EL        | Ganggrab           | Um 70 Meter vom originalen Standort versetzt; Teil der „Straße der Megalithkultur“ | Großsteingrab Ostenwalde 1    |
|     | Großsteingrab Süpplingenburg                                        | Süpplingenburg                       | HE        |                    | 1982 vom Feld in den Ort an den Sandteich versetzt. | Großsteingrab Süpplingenburg  |
| 641 | Großsteingrab Westernwanna 11                                       | Wanna, OT Westernwanna               | CUX       |                    | 1963 ausgegraben und um vier Kilometer vom ursprünglichen Standort vor die Schule von Wanna versetzt | Großsteingrab Wanna 11        |

#### Zerstörte Gräber
| Nr. | Grab                                                                                       | Ort                                         | Landkreis | Typ                                | Anmerkungen | Bild                                 |
| --- | ------------------------------------------------------------------------------------------ | ------------------------------------------- | --------- | ---------------------------------- | --- | ------------------------------------ |
|     | Großsteingrab Achim 1                                                                      | Achim                                       | VER       | unbekannt                          | zerstört 1870/76 |                                      |
|     | Großsteingrab Achim 2                                                                      | Achim                                       | VER       | unbekannt                          | zerstört 1870/76 |                                      |
|     | Großsteingrab Achim 3                                                                      | Achim                                       | VER       | unbekannt                          | zerstört 1870/76 |                                      |
|     | Großsteingrab Albstedt                                                                     | Hagen im Bremischen, OT Albstedt            | CUX       | unbekannt                          | |                                      |
|     | Großsteingrab Allenbostel 1                                                                | Hanstedt, OT Allenbostel                    | UE        | unbekannt                          | |                                      |
|     | Großsteingrab Allenbostel 2                                                                | Hanstedt, OT Allenbostel                    | UE        | unbekannt                          | |                                      |
|     | Großsteingrab Alt Garge                                                                    | Bleckede, OT Alt Garge                      | LG        | unbekannt                          | |                                      |
|     | Großsteingrab Altenboitzen                                                                 | Walsrode, OT Altenboitzen                   | HK        | unbekannt                          | 1890 zerstört |                                      |
|     | Großsteingräber bei Altenboitzen                                                           | Walsrode, OT Altenboitzen                   | HK        | unbekannt                          | weitere zerstörte Anlagen |                                      |
| 755 | Großsteingrab Altenmedingen 4                                                              | Altenmedingen                               | UE        |                                    | |                                      |
| 756 | Großsteingrab Altenmedingen 5                                                              | Altenmedingen                               | UE        |                                    | |                                      |
| 757 | Großsteingrab Altenmedingen 6                                                              | Altenmedingen                               | UE        | Großdolmen                         | |                                      |
|     | Großsteingrab Altenmedingen 7                                                              | Altenmedingen                               | UE        | unbekannt                          | |                                      |
|     | Großsteingrab Altenmedingen 8                                                              | Altenmedingen                               | UE        | unbekannt                          | |                                      |
|     | Großsteingrab Altenmedingen 9                                                              | Altenmedingen                               | UE        | unbekannt                          | |                                      |
|     | Großsteingrab Altenmedingen 10                                                             | Altenmedingen                               | UE        | unbekannt                          | |                                      |
|     | Großsteingrab Altenmedingen 11                                                             | Altenmedingen                               | UE        | unbekannt                          | |                                      |
|     | Großsteingrab Altenmedingen 12                                                             | Altenmedingen                               | UE        | unbekannt                          | |                                      |
|     | Großsteingrab Altenmedingen 13                                                             | Altenmedingen                               | UE        | unbekannt                          | |                                      |
|     | Großsteingrab Altenmedingen 14                                                             | Altenmedingen                               | UE        | unbekannt                          | |                                      |
|     | Großsteingrab Altenmedingen 15                                                             | Altenmedingen                               | UE        | unbekannt                          | |                                      |
|     | Großsteingrab Altenmedingen 16                                                             | Altenmedingen                               | UE        | unbekannt                          | |                                      |
|     | Großsteingrab Altenmedingen 17                                                             | Altenmedingen                               | UE        | unbekannt                          | |                                      |
|     | Großsteingrab Altenmedingen 18                                                             | Altenmedingen                               | UE        | unbekannt                          | |                                      |
|     | Großsteingrab Altenmedingen 19                                                             | Altenmedingen                               | UE        | unbekannt                          | |                                      |
|     | Großsteingrab Altenmedingen 20                                                             | Altenmedingen                               | UE        | unbekannt                          | westlich von Altenmedingen |                                      |
|     | Großsteingrab Altenmedingen 21                                                             | Altenmedingen                               | UE        | unbekannt                          | westlich von Altenmedingen |                                      |
|     | Großsteingrab Altenmedingen 22                                                             | Altenmedingen                               | UE        | unbekannt                          | westlich von Altenmedingen |                                      |
|     | Großsteingrab Altenmedingen 23                                                             | Altenmedingen                               | UE        | unbekannt                          | westlich von Altenmedingen |                                      |
|     | Großsteingrab Altenmedingen 24                                                             | Altenmedingen                               | UE        | unbekannt                          | westlich von Altenmedingen |                                      |
|     | Großsteingrab Altenwalde 1                                                                 | Cuxhaven, OT Altenwalde                     | CUX       |                                    | |                                      |
|     | Großsteingrab Altenwalde 2                                                                 | Cuxhaven, OT Altenwalde                     | CUX       |                                    | |                                      |
|     | Großsteingrab Alvesen                                                                      | Rosengarten, OT Alvesen                     | WL        |                                    | |                                      |
|     | Großsteingrab Anderlingen 2                                                                | Anderlingen                                 | ROW       | unbekannt                          | |                                      |
|     | Großsteingrab Anderlingen 3                                                                | Anderlingen                                 | ROW       | unbekannt                          | |                                      |
|     | Großsteingrab Ankelohe 1                                                                   | Geestland, OT Ankelohe                      | CUX       | unbekannt                          | |                                      |
|     | Großsteingrab Ankelohe 2                                                                   | Geestland, OT Ankelohe                      | CUX       | unbekannt                          | |                                      |
|     | Großsteingrab Ankelohe 3                                                                   | Geestland, OT Ankelohe                      | CUX       | unbekannt                          | |                                      |
|     | Großsteingrab Apensen 1                                                                    | Apensen                                     | STD       | unbekannt                          | |                                      |
|     | Großsteingrab Apensen 2                                                                    | Apensen                                     | STD       | unbekannt                          | zerstört 1838/39 |                                      |
|     | Großsteingrab Apensen 3                                                                    | Apensen                                     | STD       | unbekannt                          | zerstört 1838/39 |                                      |
|     | Großsteingrab Augustendorf („Klocksteine“)                                                 | Friesoythe, OT Augustendorf                 | CLP       |                                    | |                                      |
|     | Großsteingrab Axstedt 2                                                                    | Axstedt                                     | OHZ       | Ganggrab                           | |                                      |
|     | Großsteingrab Baccum 3                                                                     | Lingen (Ems), OT Baccum                     | EL        |                                    | |                                      |
|     | Großsteingrab Baccum 4                                                                     | Lingen (Ems), OT Baccum                     | EL        |                                    | |                                      |
|     | Großsteingrab Baccum 5                                                                     | Lingen (Ems), OT Baccum                     | EL        |                                    | |                                      |
|     | Großsteingrab Baccum 6                                                                     | Lingen (Ems), OT Baccum                     | EL        |                                    | |                                      |
| 946 | Großsteingrab Badberger Sand                                                               | Dötlingen                                   | OL        | Großdolmen oder Ganggrab           | in den 1930er Jahren stark zerstört, in den 1960er Jahren entfernt |                                      |
|     | Großsteingrab Bahlburg 1                                                                   | Winsen (Luhe), OT Bahlburg                  | WL        | unbekannt                          | |                                      |
|     | Großsteingrab Bahlburg 2                                                                   | Winsen (Luhe), OT Bahlburg                  | WL        | unbekannt                          | |                                      |
|     | Großsteingrab Bahlburg 3                                                                   | Winsen (Luhe), OT Bahlburg                  | WL        | unbekannt                          | |                                      |
|     | Großsteingrab Bahnsen                                                                      | Suderburg, OT Bahnsen                       | UE        | unbekannt                          | |                                      |
|     | Großsteingrab Bargstedt                                                                    | Bargstedt                                   | STD       |                                    | |                                      |
|     | Großsteingrab Barskamp 8                                                                   | Bleckede, OT Barskamp                       | LG        |                                    | |                                      |
|     | Großsteingrab Barskamp 9                                                                   | Bleckede, OT Barskamp                       | LG        |                                    | |                                      |
|     | Großsteingrab Barskamp 10                                                                  | Bleckede, OT Barskamp                       | LG        |                                    | |                                      |
|     | Großsteingrab Barskamp 11                                                                  | Bleckede, OT Barskamp                       | LG        |                                    | |                                      |
|     | Großsteingrab Barskamp 12                                                                  | Bleckede, OT Barskamp                       | LG        |                                    | |                                      |
|     | Großsteingrab Barskamp 13                                                                  | Bleckede, OT Barskamp                       | LG        |                                    | |                                      |
|     | Großsteingrab Barskamp 14                                                                  | Bleckede, OT Barskamp                       | LG        |                                    | |                                      |
|     | Großsteingräber bei Basdahl                                                                | Basdahl                                     | ROW       | unbekannt                          | mehrere zerstörte Gräber |                                      |
|     | Großsteingrab Beckdorf 1                                                                   | Beckdorf                                    | STD       | unbekannt                          | 1845 noch gut erhalten |                                      |
|     | Großsteingrab Beckdorf 2                                                                   | Beckdorf                                    | STD       | unbekannt                          | 1842/43 weitgehend zerstört |                                      |
|     | Großsteingrab Beckdorf 3                                                                   | Beckdorf                                    | STD       | unbekannt                          | 1842/43 weitgehend zerstört |                                      |
|     | Großsteingrab Bederkesa 1                                                                  | Geestland, OT Bad Bederkesa                 | CUX       | unbekannt                          | |                                      |
|     | Großsteingrab Bederkesa 2                                                                  | Geestland, OT Bad Bederkesa                 | CUX       | unbekannt                          | |                                      |
|     | Großsteingrab Berge 2                                                                      | Berge                                       | OS        |                                    | |                                      |
|     | Großsteingrab Bernte („Dobbenstein“)                                                       | Emsbüren, OT Leschede (Bernte)              | EL        | unbekannt                          | 1927 noch ein einzelner Deckstein vorhanden |                                      |
|     | Großsteingrab Beseland                                                                     | Clenze, OT Beseland                         | DAN       | unbekannt                          | |                                      |
|     | Großsteingrab Bevensen 1                                                                   | Bad Bevensen                                | UE        | unbekannt                          | |                                      |
|     | Großsteingrab Bevensen 2                                                                   | Bad Bevensen                                | UE        | unbekannt                          | |                                      |
|     | Großsteingrab Bevensen 3                                                                   | Bad Bevensen                                | UE        | unbekannt                          | |                                      |
|     | Großsteingrab Bevern                                                                       | Bremervörde, OT Bevern                      | ROW       | unbekannt                          | |                                      |
|     | Großsteingrab Beverstedt 1                                                                 | Beverstedt                                  | CUX       | unbekannt                          | zerstört um 1840 |                                      |
|     | Großsteingrab Beverstedt 2                                                                 | Beverstedt                                  | CUX       | unbekannt                          | |                                      |
|     | Großsteingrab Bexhövede 2                                                                  | Loxstedt, OT Bexhövede                      | CUX       |                                    | |                                      |
|     | Großsteingrab Bierden 1                                                                    | Achim, OT Bierden                           | VER       | unbekannt                          | zerstört um 1847 |                                      |
|     | Großsteingrab Bierden 2                                                                    | Achim, OT Bierden                           | VER       | unbekannt                          | zerstört um 1847 |                                      |
| 960 | Großsteingrab Bischofsbrück 2                                                              | Molbergen, OT Peheim (Bischofsbrück)        | CLP       |                                    | |                                      |
|     | Großsteingrab Bischofsbrück 3                                                              | Molbergen, OT Peheim (Bischofsbrück)        | CLP       |                                    | |                                      |
|     | Großsteingrab Bliedersdorf 5                                                               | Bliedersdorf                                | STD       |                                    | |                                      |
|     | Großsteingrab Bliedersdorf 6                                                               | Bliedersdorf                                | STD       |                                    | |                                      |
|     | Großsteingrab Bockholt                                                                     | Soltendieck, OT Bockholt                    | UE        | unbekannt                          | |                                      |
|     | Großsteingrab Bockholte                                                                    | Werlte, OT Bockholte                        | EL        |                                    | |                                      |
|     | Großsteingrab Bockhorn                                                                     | Walsrode, OT Bockhorn                       | HK        | unbekannt                          | |                                      |
|     | Großsteingrab Bokel 1                                                                      | Beverstedt, OT Bokel                        | CUX       | unbekannt                          | Bei Sprockhoff unter Bockel geführt; Existenz nur durch Kartensignatur überliefert                                                                                               |                                      |
|     | Großsteingrab Bokel 2                                                                      | Beverstedt, OT Bokel                        | CUX       | unbekannt                          | Bei Sprockhoff unter Bockel geführt; Existenz nur durch Kartensignatur überliefert                                                                                               |                                      |
|     | Großsteingrab Bokel 3                                                                      | Beverstedt, OT Bokel                        | CUX       | unbekannt                          | Bei Sprockhoff unter Bockel geführt; Existenz nur durch Kartensignatur überliefert                                                                                               |                                      |
|     | Großsteingrab Bokel 4                                                                      | Beverstedt, OT Bokel                        | CUX       | unbekannt                          | Bei Sprockhoff unter Bockel geführt; Existenz nur durch Kartensignatur überliefert                                                                                               |                                      |
|     | Großsteingrab Bokel 5                                                                      | Beverstedt, OT Bokel                        | CUX       | unbekannt                          | Bei Sprockhoff unter Bockel geführt; Existenz nur durch Kartensignatur überliefert                                                                                               |                                      |
|     | Großsteingrab Bokel 6                                                                      | Beverstedt, OT Bokel                        | CUX       | unbekannt                          | Bei Sprockhoff unter Bockel geführt; Existenz nur durch Kartensignatur überliefert                                                                                               |                                      |
|     | Großsteingrab Bokel 7                                                                      | Beverstedt, OT Bokel                        | CUX       | unbekannt                          | Bei Sprockhoff unter Bockel geführt; Existenz nur durch Kartensignatur überliefert                                                                                               |                                      |
|     | Großsteingräber bei Bollensen                                                              | Wrestedt, OT Bollensen                      | UE        | unbekannt                          | mehrere zerstörte Anlagen |                                      |
|     | Großsteingrab Bookhof                                                                      | Herzlake, OT Bookhof                        | EL        | unbekannt                          | zerstört vor 1840 |                                      |
|     | Großsteingrab Börger 4 („König Surbolds Grab“)                                             | Börger                                      | EL        |                                    | |                                      |
| 742 | Großsteingrab Bornsen Spr. 742                                                             | Bienenbüttel, OT Bornsen                    | UE        |                                    | | Großsteingrab Bornsen Spr. 742       |
|     | Großsteingrab Bornsen I B 7                                                                | Bienenbüttel, OT Bornsen                    | UE        |                                    | Nummerierung nach von Estorff |                                      |
|     | Großsteingrab Bornsen D                                                                    | Bienenbüttel, OT Bornsen                    | UE        |                                    | Nummerierung nach Wächter; Einordnung als Großsteingrab unsicher |                                      |
|     | Großsteingrab Borstel                                                                      | Neustadt am Rübenberge, OT Borstel          | H         | unbekannt                          | |                                      |
|     | Großsteingrab Bramsche-Wesel 2                                                             | Lingen (Ems), OT Bramsche (Wesel)           | EL        | unbekannt                          | Hügelschüttung vielleicht noch erhalten |                                      |
|     | Großsteingrab Bramsche-Wesel 3                                                             | Lingen (Ems), OT Bramsche (Wesel)           | EL        | unbekannt                          | |                                      |
|     | Großsteingrab Bramstedt 1                                                                  | Hagen im Bremischen, OT Bramstedt           | CUX       | unbekannt                          | zerstört um 1825; 1927 noch mehrere in Unordnung befindliche Steine vorhanden |                                      |
|     | Großsteingrab Bramstedt 2                                                                  | Hagen im Bremischen, OT Bramstedt           | CUX       | unbekannt                          | |                                      |
|     | Großsteingrab Brauel                                                                       | Zeven, OT Brauel                            | ROW       | vermutlich Großdolmen              | |                                      |
|     | Großsteingrab Breddorf                                                                     | Breddorf                                    | ROW       | unbekannt                          | |                                      |
|     | Großsteingrab Bremervörde                                                                  | Bremervörde                                 | ROW       | unbekannt                          | Existenz zweifelhaft, nur durch Kartensignatur überliefert |                                      |
|     | Großsteingrab auf Brengelmanns Eschkämpe                                                   | Wildeshausen, OT Kleinenkneten              | OL        |                                    | |                                      |
|     | Großsteingräber bei Brill                                                                  | Dunum, OT Brill                             | WTM       |                                    | eventuell mehrere zerstörte Anlagen |                                      |
| 787 | Großsteingrab Brockhimbergen 1                                                             | Himbergen, OT Brockhimbergen                | UE        | Großdolmen                         | | Großsteingrab Brockhimbergen 1       |
| 788 | Großsteingrab Brockhimbergen 2                                                             | Himbergen, OT Brockhimbergen                | UE        | Großdolmen oder Ganggrab           | | Großsteingrab Brockhimbergen 2       |
| 789 | Großsteingrab Brockhimbergen 3                                                             | Himbergen, OT Brockhimbergen                | UE        | Großdolmen oder Ganggrab           | | Großsteingrab Brockhimbergen 3       |
|     | Großsteingrab Brockhimbergen (4)                                                           | Himbergen, OT Brockhimbergen                | UE        | unbekannt                          | zerstört vor 1846 |                                      |
|     | Großsteingrab Bruchwedel 1                                                                 | Oetzen, OT Bruchwedel                       | UE        | unbekannt                          | zerstört vor 1840 |                                      |
|     | Großsteingrab Bruchwedel 2                                                                 | Oetzen, OT Bruchwedel                       | UE        | unbekannt                          | zerstört vor 1840 |                                      |
|     | Großsteingrab Buchholz                                                                     | Buchholz in der Nordheide                   | WL        | Ganggrab                           | |                                      |
|     | Großsteingrab Caldenhof 2 (Großsteingrab Hitzhausen 2, Großsteingrab Hitz-Jöstinghausen 2) | Ostercappeln, OT Hitzhausen (Gut Caldenhof) | OS        | unbekannt                          | zerstört um 1974 |                                      |
|     | Großsteingrab Caldenhof 3 (Großsteingrab Hitzhausen 3, Großsteingrab Hitz-Jöstinghausen 3) | Ostercappeln, OT Hitzhausen (Gut Caldenhof) | OS        | unbekannt                          | zerstört nach 1883 |                                      |
|     | Großsteingrab Dahlem 2                                                                     | Dahlem                                      | LG        | unbekannt                          | |                                      |
|     | Großsteingrab Dahlenburg 1                                                                 | Dahlenburg                                  | LG        | unbekannt                          | beim Wohnplatz Quickborn |                                      |
|     | Großsteingrab Dahlenburg 2                                                                 | Dahlenburg                                  | LG        | unbekannt                          | beim Wohnplatz Quickborn |                                      |
|     | Großsteingrab Dahlenburg 3                                                                 | Dahlenburg                                  | LG        | unbekannt                          | beim Wohnplatz Buendorf |                                      |
|     | Großsteingrab Damme (4)                                                                    | Damme (Dümmer)                              | VEC       |                                    | nahe bei Grab Damme 1 (Nr. 978) gelegen |                                      |
|     | Großsteingrab Damme-Greven                                                                 | Damme (Dümmer), OT Greven                   | VEC       |                                    | zwischen Greven und Hinnenkamp gelegen |                                      |
|     | Großsteingrab Damme-Nienhausen                                                             | Damme (Dümmer), OT Nienhausen               | VEC       |                                    | |                                      |
|     | Großsteingrab Damme-Ossenbeck                                                              | Damme (Dümmer), OT Ossenbeck                | VEC       |                                    | |                                      |
|     | Großsteingrab Damme-Siershausen                                                            | Damme (Dümmer), OT Siershausen              | VEC       |                                    | |                                      |
|     | Großsteingrab Deinstedt                                                                    | Deinstedt                                   | ROW       | unbekannt                          | in der Nähe ehemals drei weitere Steine, vielleicht Reste eines zweiten Grabes                                                                                                   |                                      |
|     | Großsteingrab Dielingdorf                                                                  | Melle, OT Dielingdorf                       | OS        |                                    | |                                      |
|     | Großsteingrab Donnern                                                                      | Loxstedt, OT Donnern                        | CUX       | unbekannt                          | zerstört um 1845 |                                      |
|     | Großsteingrab Dorfhagen 1                                                                  | Hagen im Bremischen, OT Dorfhagen           | CUX       | unbekannt                          | |                                      |
|     | Großsteingrab Dorfhagen 2                                                                  | Hagen im Bremischen, OT Dorfhagen           | CUX       | unbekannt                          | |                                      |
|     | Großsteingrab Dorfhagen 3                                                                  | Hagen im Bremischen, OT Dorfhagen           | CUX       | unbekannt                          | |                                      |
| 792 | Großsteingrab Dörmte 1                                                                     | Oetzen, OT Dörmte                           | UE        | vermutlich Großdolmen              | |                                      |
|     | Großsteingrab Dörmte 2                                                                     | Oetzen, OT Dörmte                           | UE        | unbekannt                          | 1840 zerstört |                                      |
|     | Großsteingrab Dörmte 3                                                                     | Oetzen, OT Dörmte                           | UE        | unbekannt                          | | Großsteingrab Dörmte 3               |
|     | Großsteingrab Drantum                                                                      | Emstek, OT Drantum                          | CLP       |                                    | |                                      |
|     | Großsteingrab Drentsteine („Drentsteine“, „Drennsteine“, „Dreisteine“)                     | Molbergen, OT Peheim                        | CLP       |                                    | |                                      |
|     | Großsteingrab Driftsethe                                                                   | Driftsethe                                  | CUX       |                                    | |                                      |
|     | Großsteingräber bei Driftsethe                                                             | Driftsethe                                  | CUX       |                                    | weitere zerstörte Anlagen |                                      |
|     | Großsteingräber bei Drögennottorf                                                          | Römstedt, OT Drögennottorf                  | UE        | unbekannt                          | mehrere zerstörte Anlagen |                                      |
|     | Großsteingrab Düring                                                                       | Loxstedt, OT Düring                         | CUX       | unbekannt                          | |                                      |
|     | Großsteingrab Ebstorf                                                                      | Ebstorf                                     | UE        | unbekannt                          | |                                      |
| 747 | Großsteingrab Edendorf 3                                                                   | Bienenbüttel, OT Edendorf                   | UE        |                                    | | Großsteingrab Edendorf 3             |
| 748 | Großsteingrab Edendorf 4                                                                   | Bienenbüttel, OT Edendorf                   | UE        |                                    | | Großsteingrab Edendorf 4             |
| 749 | Großsteingrab Edendorf 5                                                                   | Bienenbüttel, OT Edendorf                   | UE        |                                    | | Großsteingrab Edendorf 5             |
| 750 | Großsteingrab Edendorf 6                                                                   | Bienenbüttel, OT Edendorf                   | UE        |                                    | | Großsteingrab Edendorf 6             |
| 751 | Großsteingrab Edendorf 7                                                                   | Bienenbüttel, OT Edendorf                   | UE        |                                    | | Großsteingrab Edendorf 7             |
|     | Großsteingrab Edendorf 8                                                                   | Bienenbüttel, OT Edendorf                   | UE        | unbekannt                          | |                                      |
|     | Großsteingrab Edendorf 9                                                                   | Bienenbüttel, OT Edendorf                   | UE        | unbekannt                          | |                                      |
|     | Großsteingrab Edendorf 10                                                                  | Bienenbüttel, OT Edendorf                   | UE        | unbekannt                          | |                                      |
|     | Großsteingrab Edendorf 11                                                                  | Bienenbüttel, OT Edendorf                   | UE        | unbekannt                          | |                                      |
|     | Großsteingrab Edendorf 12                                                                  | Bienenbüttel, OT Edendorf                   | UE        | unbekannt                          | |                                      |
|     | Großsteingrab Edendorf 13                                                                  | Bienenbüttel, OT Edendorf                   | UE        | unbekannt                          | |                                      |
|     | Großsteingrab Edendorf 14                                                                  | Bienenbüttel, OT Edendorf                   | UE        | unbekannt                          | |                                      |
|     | Großsteingrab Eggestedt                                                                    | Schwanewede, OT Eggestedt                   | OHZ       |                                    | |                                      |
|     | Großsteingrab Ehestorf                                                                     | Rosengarten, OT Ehestorf                    | WL        | unbekannt                          | 1937 bei Straßenbauarbeiten entdeckt; Funde geborgen |                                      |
|     | Großsteingrab Elmlohe                                                                      | Elmlohe                                     | CUX       |                                    | |                                      |
|     | Großsteingrab Emmeln 1                                                                     | Haren (Ems), OT Emmeln                      | EL        | Großdolmen oder Ganggrab           | Standort in den 1960er Jahren wiederentdeckt |                                      |
|     | Großsteingrab Emmeln 2                                                                     | Haren (Ems), OT Emmeln                      | EL        | Großdolmen oder Ganggrab           | Standort in den 1960er Jahren wiederentdeckt; Grabung; zahlreiche Funde geborgen                                                                                                 |                                      |
|     | Großsteingrab Emmendorf 1                                                                  | Emmendorf                                   | UE        | unbekannt                          | |                                      |
| 772 | Großsteingrab Emmendorf 2                                                                  | Emmendorf                                   | UE        | vermutlich Ganggrab                | | Großsteingrab Emmendorf 2            |
|     | Großsteingrab Emmendorf 3                                                                  | Emmendorf                                   | UE        | unbekannt                          | |                                      |
|     | Großsteingrab Emmendorf 4                                                                  | Emmendorf                                   | UE        | Großdolmen oder Ganggrab           | |                                      |
|     | Großsteingrab Emmendorf 5                                                                  | Emmendorf                                   | UE        | unbekannt                          | |                                      |
|     | Großsteingrab Emmendorf 6                                                                  | Emmendorf                                   | UE        | unbekannt                          | |                                      |
|     | Großsteingrab Emmendorf 7                                                                  | Emmendorf                                   | UE        | unbekannt                          | |                                      |
|     | Großsteingrab Emmendorf 8                                                                  | Emmendorf                                   | UE        | unbekannt                          | Steinreihe zwischen den Gräbern 8 und 9 |                                      |
|     | Großsteingrab Emmendorf 9                                                                  | Emmendorf                                   | UE        | unbekannt                          | Steinreihe zwischen den Gräbern 8 und 9 |                                      |
|     | Großsteingrab Emmendorf 10                                                                 | Emmendorf                                   | UE        | unbekannt                          | |                                      |
|     | Großsteingrab Engeo 1                                                                      | Bremervörde, OT Engeo                       | ROW       | unbekannt                          | |                                      |
|     | Großsteingrab Esterholz                                                                    | Wrestedt, OT Esterholz                      | UE        | unbekannt                          | |                                      |
|     | Großsteingrab Falschheide                                                                  | Großenkneten, OT Ahlhorn                    | OL        | Ganggrab                           | |                                      |
|     | Großsteingrab Farven 1                                                                     | Farven                                      | ROW       | Großdolmen oder Ganggrab           | zerstört nach 1841 |                                      |
|     | Großsteingrab Farven 2                                                                     | Farven                                      | ROW       | unbekannt                          | |                                      |
|     | Großsteingrab Farven 3                                                                     | Farven                                      | ROW       | unbekannt                          | |                                      |
|     | Großsteingrab Farven 4                                                                     | Farven                                      | ROW       | unbekannt                          | zerstört 1825; an der Grenze zu Byhusen gelegen; bei Sprockhoff nicht erwähnt |                                      |
|     | Großsteingrab Flechum                                                                      | Haselünne, OT Flechum                       | EL        | unbekannt                          | |                                      |
|     | Großsteingrab Flögeln 3 („Dansenstein“)                                                    | Flögeln                                     | CUX       |                                    | |                                      |
|     | Großsteingrab Forstort Großenholz („Prinzengruft“, „Prinzenstein“)                         | Zeven                                       | ROW       | unbekannt                          | |                                      |
|     | Großsteingrab Forstort Wendel                                                              | Kirchtimke                                  | ROW       | unbekannt                          | Funde geborgen aber nicht erhalten; bei Sprockhoff irrtümlich als zwei Gräber (ein Großsteingrab und eine Steinkiste) aufgeführt                                                 |                                      |
|     | Großsteingrab Frelsdorf                                                                    | Beverstedt, OT Frelsdorf                    | CUX       | unbekannt                          | |                                      |
|     | Großsteingrab Freren 2                                                                     | Freren                                      | EL        |                                    | |                                      |
|     | Großsteingrab Freschluneberg 1                                                             | Beverstedt, OT Lunestedt (Freschluneberg)   | CUX       | unbekannt                          | zerstört in den 1840ern |                                      |
|     | Großsteingrab Freschluneberg 2                                                             | Beverstedt, OT Lunestedt (Freschluneberg)   | CUX       | unbekannt                          | zerstört in den 1840ern |                                      |
|     | Großsteingrab Freschluneberg 3                                                             | Beverstedt, OT Lunestedt (Freschluneberg)   | CUX       | unbekannt                          | zerstört in den 1840ern |                                      |
|     | Großsteingrab Ganderkesee 5                                                                | Ganderkesee                                 | OL        |                                    | |                                      |
|     | Großsteingrab Garlstorf                                                                    | Garlstorf                                   | WL        | unbekannt                          | zerstört nach 1809 |                                      |
|     | Großsteingrab Gerdau                                                                       | Gerdau                                      | UE        | unbekannt                          | |                                      |
|     | Großsteingräber bei Gersten                                                                | Gersten                                     | EL        | unbekannt                          | mehrere zerstörte Anlagen |                                      |
|     | Großsteingrab Gienau 5                                                                     | Dahlenburg, OT Gienau                       | LG        |                                    | |                                      |
| 889 | Großsteingrab Giersfeld Lange                                                              | Ankum, OT Westerholte (Giersfeld)           | OS        |                                    | |                                      |
| 890 | Großsteingrab Giersfeld Rickelmann III                                                     | Ankum, OT Westerholte (Giersfeld)           | OS        |                                    | |                                      |
| 877 | Großsteingrab Gleesen                                                                      | Emsbüren, OT Gleesen                        | EL        | Ganggrab (Emsländische Kammer)     | 1893 beim Bau des Dortmund-Ems-Kanals zerstört, zuvor Grabung; Funde geborgen |                                      |
|     | Großsteingrab Göddingen                                                                    | Bleckede, OT Göddingen                      | LG        | unbekannt                          | |                                      |
|     | Großsteingrab Glienitz                                                                     | Neu Darchau, OT Glienitz                    | DAN       |                                    | |                                      |
|     | Großsteingrab Gollern 1                                                                    | Bad Bevensen, OT Gollern                    | UE        | unbekannt                          | |                                      |
|     | Großsteingrab Gollern 2                                                                    | Bad Bevensen, OT Gollern                    | UE        | unbekannt                          | |                                      |
|     | Großsteingrab Gollern 3                                                                    | Bad Bevensen, OT Gollern                    | UE        | unbekannt                          | |                                      |
|     | Großsteingrab Grambergen 2                                                                 | Bissendorf, OT Grambergen                   | OS        |                                    | |                                      |
|     | Großsteingrab Granstedt Fpl. 26                                                            | Selsingen, OT Granstedt                     | ROW       | unbekannt                          | zerstört zwischen 1852 und 1856 | Großsteingrab Granstedt Fpl. 26      |
|     | Großsteingrab Granstedt Fpl. 27                                                            | Selsingen, OT Granstedt                     | ROW       | unbekannt                          | zerstört zwischen 1852 und 1856 | Großsteingrab Granstedt Fpl. 27      |
|     | Großsteingrab Granstedt Fpl. 29                                                            | Selsingen, OT Granstedt                     | ROW       | unbekannt                          | zerstört zwischen 1852 und 1856 | Großsteingrab Granstedt Fpl. 29      |
|     | Großsteingrab Gretesch 3                                                                   | Osnabrück, OT Gretesch                      | OS        |                                    | |                                      |
|     | Großsteingrab Groß Berßen 11                                                               | Groß Berßen                                 | EL        |                                    | |                                      |
|     | Großsteingrab Groß Berßen 13                                                               | Groß Berßen                                 | EL        |                                    | |                                      |
|     | Großsteingrab Groß Ellenberg                                                               | Suhlendorf, OT Groß Ellenberg               | UE        | unbekannt                          | bei Sprockhoff irrtümlich unter „Ellerbeck“ geführt |                                      |
|     | Großsteingrab Groß Fredenbeck                                                              | Fredenbeck, OT Groß Fredenbeck              | STD       | unbekannt                          | Hügelschüttung im 20. Jahrhundert noch vorhanden |                                      |
|     | Großsteingrab Groß Hesebeck 1                                                              | Bad Bevensen, OT Groß Hesebeck              | UE        | unbekannt                          | |                                      |
|     | Großsteingrab Groß Hesebeck 2                                                              | Bad Bevensen, OT Groß Hesebeck              | UE        | unbekannt                          | |                                      |
|     | Großsteingrab Groß Liedern 1                                                               | Uelzen, OT Groß Liedern                     | UE        | unbekannt                          | |                                      |
|     | Großsteingrab Groß Liedern 2                                                               | Uelzen, OT Groß Liedern                     | UE        | unbekannt                          | |                                      |
|     | Großsteingrab Groß Liedern 3                                                               | Uelzen, OT Groß Liedern                     | UE        | unbekannt                          | |                                      |
|     | Großsteingrab Groß-Stavern 5                                                               | Stavern, OT Groß-Stavern                    | EL        |                                    | |                                      |
|     | Großsteingrab Groß-Stavern 6                                                               | Stavern, OT Groß-Stavern                    | EL        |                                    | |                                      |
|     | Großsteingrab Groß-Stavern 7                                                               | Stavern, OT Groß-Stavern                    | EL        |                                    | |                                      |
|     | Großsteingrab Groß-Stavern 8                                                               | Stavern, OT Groß-Stavern                    | EL        |                                    | |                                      |
|     | Großsteingrab Groß-Stavern 14                                                              | Stavern, OT Groß-Stavern                    | EL        |                                    | |                                      |
|     | Großsteingrab Groß Süstedt                                                                 | Gerdau, OT Groß Süstedt                     | UE        | unbekannt                          | |                                      |
| 767 | Großsteingrab Groß Thondorf 2                                                              | Himbergen, OT Groß Thondorf                 | UE        |                                    | | Großsteingrab Groß Thondorf 2        |
|     | Großsteingrab Großenkneten                                                                 | Großenkneten                                | OL        |                                    | |                                      |
|     | Großsteingrab Haarstorf 1                                                                  | Natendorf, OT Haarstorf                     | UE        | unbekannt                          | |                                      |
|     | Großsteingrab Haarstorf 2                                                                  | Natendorf, OT Haarstorf                     | UE        | unbekannt                          | |                                      |
|     | Großsteingrab Hahnenknoop                                                                  | Loxstedt, OT Hahnenknoop                    | CUX       | Ganggrab                           | |                                      |
|     | Großsteingrab Hainmühlen 1                                                                 | Geestland, OT Ringstedt (Hainmühlen)        | CUX       | unbekannt                          | |                                      |
|     | Großsteingrab Hainmühlen 2                                                                 | Geestland, OT Ringstedt (Hainmühlen)        | CUX       | unbekannt                          | |                                      |
|     | Großsteingrab Halligdorf 1                                                                 | Uelzen, OT Halligdorf                       | UE        | unbekannt                          | |                                      |
|     | Großsteingrab Halligdorf 2                                                                 | Uelzen, OT Halligdorf                       | UE        | unbekannt                          | |                                      |
|     | Großsteingrab Halligdorf 3                                                                 | Uelzen, OT Halligdorf                       | UE        | unbekannt                          | |                                      |
|     | Großsteingrab Hambergen                                                                    | Hambergen                                   | OHZ       | vermutlich erweiterter Dolmen      | |                                      |
| 799 | Großsteingrab Hanstedt II 1 (Großsteingrab Gansau 1)                                       | Uelzen, OT Hanstedt II                      | UE        |                                    | | Großsteingrab Hanstedt II 1          |
|     | Großsteingrab Hanstedt II 2 (Großsteingrab Gansau 2)                                       | Uelzen, OT Hanstedt II                      | UE        |                                    | |                                      |
| 800 | Großsteingrab Hanstedt II 3 (Großsteingrab Gansau 3)                                       | Uelzen, OT Hanstedt II                      | UE        |                                    | | Großsteingrab Hanstedt II 3          |
|     | Großsteingrab Hanstedt II 4 (Großsteingrab Gansau 4)                                       | Uelzen, OT Hanstedt II                      | UE        | vermutlich Steinkiste              | | Großsteingrab Hanstedt II 4          |
|     | Großsteingrab Hanstedt II 5                                                                | Uelzen, OT Hanstedt II                      | UE        |                                    | |                                      |
|     | Großsteingrab Hanstedt II 6                                                                | Uelzen, OT Hanstedt II                      | UE        |                                    | |                                      |
|     | Großsteingrab Harmstorf (Dahlem) 1                                                         | Dahlem, OT Harmstorf                        | LG        | unbekannt                          | |                                      |
|     | Großsteingrab Harmstorf (Dahlem) 2                                                         | Dahlem, OT Harmstorf                        | LG        | unbekannt                          | |                                      |
|     | Großsteingrab Harmstorf (Dahlem) 3                                                         | Dahlem, OT Harmstorf                        | LG        | unbekannt                          | |                                      |
|     | Großsteingrab Harmstorf (Dahlem) 4                                                         | Dahlem, OT Harmstorf                        | LG        | unbekannt                          | |                                      |
|     | Großsteingrab Harmstorf (Dahlem) 5                                                         | Dahlem, OT Harmstorf                        | LG        | unbekannt                          | |                                      |
|     | Großsteingrab Harmstorf (Dahlem) 6                                                         | Dahlem, OT Harmstorf                        | LG        | unbekannt                          | |                                      |
|     | Großsteingrab Harmstorf (Dahlem) 7                                                         | Dahlem, OT Harmstorf                        | LG        | unbekannt                          | |                                      |
|     | Großsteingrab Harmstorf (Dahlem) 8                                                         | Dahlem, OT Harmstorf                        | LG        | unbekannt                          | |                                      |
|     | Großsteingräber bei Harmstorf (Kreis Harburg)                                              | Harmstorf                                   | WL        | unbekannt                          | mehrere zerstörte Gräber |                                      |
|     | Großsteingrab Harrenstätte 2                                                               | Spahnharrenstätte, OT Harrenstätte          | EL        |                                    | |                                      |
|     | Großsteingrab Hedendorf 1                                                                  | Buxtehude, OT Hedendorf                     | STD       |                                    | |                                      |
|     | Großsteingrab Hedendorf 2                                                                  | Buxtehude, OT Hedendorf                     | STD       |                                    | |                                      |
|     | Großsteingrab Hedendorf 3                                                                  | Buxtehude, OT Hedendorf                     | STD       |                                    | |                                      |
|     | Großsteingräber bei Heeßel                                                                 | Hemmoor, OT Heeßel                          | CUX       | unbekannt                          | mehrere zerstörte Anlagen |                                      |
|     | Großsteingrab Heeslingen                                                                   | Heeslingen                                  | ROW       | unbekannt                          | |                                      |
|     | Großsteingrab Heinschenwalde Fpl. 26                                                       | Hipstedt, OT Heinschenwalde                 | ROW       | unbekannt                          | | Großsteingrab Heinschenwalde Fpl. 26 |
|     | Großsteingrab Heinschenwalde Fpl. 36                                                       | Hipstedt, OT Heinschenwalde                 | ROW       | unbekannt                          | | Großsteingrab Heinschenwalde Fpl. 36 |
|     | Großsteingrab Heinschenwalde Fpl. 39                                                       | Hipstedt, OT Heinschenwalde                 | ROW       | unbekannt                          | | Großsteingrab Heinschenwalde Fpl. 39 |
|     | Großsteingrab Heise 1                                                                      | Beverstedt, OT Hollen (Heise)               | CUX       | Ganggrab                           | zerstört nach 1840 |                                      |
|     | Großsteingrab Heise 2                                                                      | Beverstedt, OT Hollen (Heise)               | CUX       | Großdolmen oder Ganggrab           | zerstört nach 1840 |                                      |
|     | Großsteingrab Heitbrack 7                                                                  | Emmendorf, OT Heitbrack                     | UE        |                                    | |                                      |
|     | Großsteingrab Heitbrack 8                                                                  | Emmendorf, OT Heitbrack                     | UE        |                                    | |                                      |
|     | Großsteingrab Heitbrack 11a                                                                | Emmendorf, OT Heitbrack                     | UE        |                                    | |                                      |
|     | Großsteingrab Heitbrack 11b                                                                | Emmendorf, OT Heitbrack                     | UE        |                                    | |                                      |
|     | Großsteingräber bei Heitbrack                                                              | Emmendorf, OT Heitbrack                     | UE        |                                    | weitere zerstörte Anlagen |                                      |
|     | Großsteingrab Helvesiek 1                                                                  | Helvesiek                                   | ROW       |                                    | |                                      |
|     | Großsteingrab Helvesiek 2                                                                  | Helvesiek                                   | ROW       |                                    | |                                      |
|     | Großsteingrab Helvesiek 3                                                                  | Helvesiek                                   | ROW       |                                    | |                                      |
|     | Großsteingrab Helvesiek 4                                                                  | Helvesiek                                   | ROW       |                                    | |                                      |
|     | Großsteingrab Hepstedt                                                                     | Hepstedt                                    | ROW       | unbekannt                          | zerstört in den 1870ern |                                      |
|     | Großsteingrab Hesselte                                                                     | Emsbüren, OT Hesselte                       | EL        | unbekannt                          | 1926 noch ein verschleppter Deckstein vorhanden |                                      |
|     | Großsteingrab Heyersum                                                                     | Nordstemmen, OT Heyersum                    | HI        |                                    | 1927 untersucht; es waren nur noch das Bodenpflaster und einige Wandsteine der Südseite erhalten                                                                                 |                                      |
|     | Großsteingrab Hitzacker                                                                    | Hitzacker (Elbe)                            | DAN       | unbekannt                          | zerstört 1812 |                                      |
|     | Großsteingrab Hohenaverbergen                                                              | Kirchlinteln, OT Hohenaverbergen            | VER       | unbekannt                          | |                                      |
|     | Großsteingrab Hohnstorf                                                                    | Bienenbüttel, OT Hohnstorf                  | UE        | unbekannt                          | |                                      |
|     | Großsteingrab Holdorf 1                                                                    | Holdorf                                     | VEC       | unbekannt                          | evtl. auch zwei Gräber; um 1900 noch Reste erhalten |                                      |
|     | Großsteingrab Holdorf 2                                                                    | Holdorf                                     | VEC       | unbekannt                          | zerstört in den 1850ern |                                      |
|     | Großsteingrab Hollen                                                                       | Beverstedt, OT Hollen                       | CUX       |                                    | |                                      |
|     | Großsteingräber bei Hollige                                                                | Walsrode, OT Hollige                        | HK        | unbekannt                          | mehrere zerstörte Anlagen |                                      |
|     | Großsteingrab Holßel                                                                       | Geestland, OT Holßel                        | CUX       | unbekannt                          | Am Fundplatz wurde in den 1960er Jahren verbrannter Feuerstein dokumentiert, Nachgrabung 2020, in der Nähe wurden drei verschleppte und vergrabene Findlinge entdeckt            |                                      |
|     | Großsteingrab Holsten (Ankum)                                                              | Ankum, OT Holsten                           | OS        | unbekannt                          | |                                      |
|     | Großsteingrab Holsten (Salzbergen) 1                                                       | Salzbergen, OT Holsten-Bexten               | EL        | Großdolmen oder Ganggrab           | |                                      |
|     | Großsteingrab Holsten (Salzbergen) 2                                                       | Salzbergen, OT Holsten-Bexten               | EL        | Großdolmen oder Ganggrab           | |                                      |
|     | Großsteingrab Holte-Lastrup 3                                                              | Lähden, OT Holte-Lastrup                    | EL        |                                    | |                                      |
|     | Großsteingrab Holte-Spangen                                                                | Cuxhaven, OT Holte-Spangen                  | CUX       |                                    | |                                      |
|     | Großsteingrab Höltinghausen                                                                | Emstek, OT Höltinghausen                    | CLP       |                                    | |                                      |
| 782 | Großsteingrab Höver 1                                                                      | Weste, OT Höver                             | UE        | Ganggrab                           | | Großsteingrab Höver 1                |
|     | Großsteingrab Höver 2                                                                      | Weste, OT Höver                             | UE        | unbekannt                          | |                                      |
|     | Großsteingrab Huntlosen 2 (Großsteingrab Heidkamp, Großsteingrab Hosüner Büsche)           | Großenkneten, OT Huntlosen                  | OL        |                                    | |                                      |
|     | Großsteingrab Huntlosen 3                                                                  | Großenkneten, OT Huntlosen                  | OL        |                                    | |                                      |
|     | Großsteingrab Hymendorf 1 („Wulfstein“)                                                    | Geestland, OT Hymendorf                     | CUX       | unbekannt                          | |                                      |
|     | Großsteingrab Hymendorf 2                                                                  | Geestland, OT Hymendorf                     | CUX       | unbekannt                          | |                                      |
|     | Großsteingrab im kurzen Steinkamp                                                          | Wildeshausen, OT Kleinenkneten              | OL        |                                    | |                                      |
|     | Großsteingrab Issendorf                                                                    | Harsefeld, OT Issendorf                     | STD       | Großdolmen oder Ganggrab           | Grabung um 1700, zerstört 1741 | Großsteingrab Issendorf              |
|     | Großsteingrab Itzenbüttel                                                                  | Jesteburg, OT Itzenbüttel                   | WL        |                                    | |                                      |
| 774 | Großsteingrab Jastorf 1                                                                    | Bad Bevensen, OT Jastorf                    | UE        | unbekannt                          | | Großsteingrab Jastorf 1              |
|     | Großsteingrab Jastorf 2                                                                    | Bad Bevensen, OT Jastorf                    | UE        | Großdolmen oder Ganggrab           | |                                      |
|     | Großsteingrab Jastorf 3                                                                    | Bad Bevensen, OT Jastorf                    | UE        | unbekannt                          | |                                      |
| 775 | Großsteingrab Jastorf 4                                                                    | Bad Bevensen, OT Jastorf                    | UE        | unbekannt                          | | Großsteingrab Jastorf 4              |
| 776 | Großsteingrab Jastorf 5                                                                    | Bad Bevensen, OT Jastorf                    | UE        | vermutlich Großdolmen              | Jastorf 6 ist als Masendorf 1 geführt | Großsteingrab Jastorf 5              |
|     | Großsteingrab Jastorf 7                                                                    | Bad Bevensen, OT Jastorf                    | UE        | Großdolmen oder Ganggrab           | |                                      |
| 777 | Großsteingrab Jastorf 8                                                                    | Bad Bevensen, OT Jastorf                    | UE        | unbekannt                          | | Großsteingrab Jastorf 8              |
|     | Großsteingrab Jelmstorf                                                                    | Jelmstorf                                   | UE        | unbekannt                          | |                                      |
|     | Großsteingrab Jesteburg                                                                    | Jesteburg                                   | WL        | unbekannt                          | um 1841 nur noch eine Steinreihe vorhanden |                                      |
| 803 | Großsteingrab Kahlstorf 3                                                                  | Wrestedt, OT Kahlstorf                      | UE        |                                    | | Großsteingrab Kahlstorf 3            |
| 804 | Großsteingrab Kahlstorf 4                                                                  | Wrestedt, OT Kahlstorf                      | UE        |                                    | | Großsteingrab Kahlstorf 4            |
| 659 | Großsteingrab Kakerbeck                                                                    | Ahlerstedt, OT Kakerbeck                    | STD       | unbekannt                          | zerstört nach 1930 |                                      |
|     | Großsteingrab Klein Berßen 3                                                               | Klein Berßen                                | EL        |                                    | |                                      |
|     | Großsteingrab Klein Hesebeck                                                               | Bad Bevensen, OT Klein Hesebeck             | UE        | unbekannt                          | |                                      |
|     | Großsteingrab Kohlenhausen                                                                 | Kohlenhausen                                | STD       | unbekannt                          | nach 1821 zerstört |                                      |
|     | Großsteingrab Köhlingen 1                                                                  | Tosterglope, OT Köhlingen                   | LG        | unbekannt                          | |                                      |
|     | Großsteingrab Köhlingen 2                                                                  | Tosterglope, OT Köhlingen                   | LG        | Großdolmen oder Ganggrab           | |                                      |
|     | Großsteingrab Köhlingen 3                                                                  | Tosterglope, OT Köhlingen                   | LG        | unbekannt                          | |                                      |
|     | Großsteingrab Köhlingen 4                                                                  | Tosterglope, OT Köhlingen                   | LG        | unbekannt                          | |                                      |
|     | Großsteingrab Köhlingen 5                                                                  | Tosterglope, OT Köhlingen                   | LG        | unbekannt                          | |                                      |
|     | Großsteingrab Krempel                                                                      | Geestland, OT Krempel                       | CUX       | unbekannt                          | |                                      |
|     | Großsteingrab Krevinghausen 2                                                              | Bissendorf, OT Krevinghausen                | OS        |                                    | |                                      |
|     | Großsteingrab Krevinghausen 3                                                              | Bissendorf, OT Krevinghausen                | OS        |                                    | |                                      |
|     | Großsteingrab Kutenholz                                                                    | Kutenholz                                   | STD       | Großdolmen oder Ganggrab           | 1726 geöffnet, Funde geborgen |                                      |
|     | Großsteingrab Lähden 3                                                                     | Lähden                                      | EL        |                                    | | Großsteingrab Lähden 3               |
|     | Großsteingrab Landwehrbäke                                                                 | Großenkneten, OT Ahlhorn                    | OL        |                                    | |                                      |
|     | Großsteingräber bei Langen                                                                 | Langen                                      | EL        |                                    | mehrere zerstörte Anlagen |                                      |
|     | Großsteingrab Langenthunesch (Großsteingrab Höfte)                                         | Großenkneten                                | OL        |                                    | |                                      |
|     | Großsteingrab Lavenstedt                                                                   | Selsingen, OT Lavenstedt                    | ROW       | unbekannt                          | |                                      |
|     | Großsteingrab Lehmke 2                                                                     | Wrestedt, OT Lehmke                         | UE        | unbekannt                          | östlich von Lehmke; bis mindestens 1969 noch mehrere zersprengte Steine vorhanden                                                                                                |                                      |
|     | Großsteingrab Lehmke 3                                                                     | Wrestedt, OT Lehmke                         | UE        | unbekannt                          | östlich von Lehmke; bei Aufnahme in den 1840ern keine Grabkammer erkennbar | Großsteingrab Lehmke 3               |
|     | Großsteingrab Lehmke (4)                                                                   | Wrestedt, OT Lehmke                         | UE        | unbekannt                          | östlich von Lehmke am Weg nach Groß Pretzier |                                      |
|     | Großsteingrab Lehmke (5) („Gottes Backofen“)                                               | Wrestedt, OT Lehmke                         | UE        | unbekannt                          | nordwestlich von Lehmke inmitten einer Gruppe weiterer zerstörter Großsteingräber                                                                                                |                                      |
|     | Großsteingrab Lehmke (6)                                                                   | Wrestedt, OT Lehmke                         | UE        | unbekannt                          | nordwestlich von Lehmke, westlich zweier Gruppen von Großsteingräbern |                                      |
|     | Großsteingräber bei Lehmke                                                                 | Wrestedt, OT Lehmke                         | UE        | unbekannt                          | weitere zerstörte Anlagen in zwei Gruppen nordwestlich von Lehmke |                                      |
|     | Großsteingrab Lehnstedt 5                                                                  | Hagen im Bremischen, OT Lehnstedt           | CUX       |                                    | |                                      |
|     | Großsteingrab Lehnstedt 6                                                                  | Hagen im Bremischen, OT Lehnstedt           | CUX       |                                    | |                                      |
|     | Großsteingrab Lehnstedt 7                                                                  | Hagen im Bremischen, OT Lehnstedt           | CUX       |                                    | |                                      |
|     | Großsteingrab Lemförde                                                                     | Lemförde                                    | DH        | unbekannt                          | mögliches Großsteingrab; bereits im 17. Jahrhundert zerstört |                                      |
|     | Großsteingräber bei Lenzen                                                                 | Karwitz, OT Lenzen                          | DAN       | unbekannt                          | mehrere zerstörte Anlagen |                                      |
|     | Großsteingrab Lintig 1                                                                     | Geestland, OT Lintig                        | CUX       | unbekannt                          | |                                      |
|     | Großsteingrab Lintig 2                                                                     | Geestland, OT Lintig                        | CUX       | unbekannt                          | |                                      |
|     | Großsteingrab Lohne 1 (Großsteingrab Schepsdorf-Lohne 1, „Scheppsteine“, „Schlopsteine“)   | Wietmarschen, OT Lohne                      | NOH       | unbekannt                          | |                                      |
|     | Großsteingrab Lohne 2 (Großsteingrab Schepsdorf-Lohne 2, „Scheppsteine“, „Schlopsteine“)   | Wietmarschen, OT Lohne                      | NOH       | unbekannt                          | |                                      |
|     | Großsteingrab Lohne 3 (Großsteingrab Schepsdorf-Lohne 3, „Scheppsteine“, „Schlopsteine“)   | Wietmarschen, OT Lohne                      | NOH       | unbekannt                          | |                                      |
|     | Großsteingrab Löningen 4                                                                   | Löningen                                    | CLP       |                                    | |                                      |
|     | Großsteingrab Lütenthien 1                                                                 | Schnega, OT Lütenthien                      | DAN       |                                    | |                                      |
|     | Großsteingrab Lütenthien 2                                                                 | Schnega, OT Lütenthien                      | DAN       |                                    | |                                      |
|     | Großsteingräber bei Mardorf                                                                | Neustadt am Rübenberge, OT Mardorf          | H         | unbekannt                          | genaue Zahl unklar, zusammen mit den Großsteingräbern bei Schneeren zehn Gräber; 1816 zerstört                                                                                   |                                      |
| 786 | Großsteingrab Masbrock (Großsteingrab Havekost)                                            | Römstedt, OT Masbrock                       | UE        |                                    | | Großsteingrab Masbrock               |
| 779 | Großsteingrab Masendorf 2                                                                  | Uelzen, OT Masendorf                        | UE        |                                    | | Großsteingrab Masendorf 2            |
| 780 | Großsteingrab Masendorf 3                                                                  | Uelzen, OT Masendorf                        | UE        |                                    | | Großsteingrab Masendorf 3            |
|     | Großsteingrab Masendorf 4                                                                  | Uelzen, OT Masendorf                        | UE        | unbekannt                          | |                                      |
|     | Großsteingrab Meckelstedt 2                                                                | Geestland, OT Lintig (Meckelstedt)          | CUX       | unbekannt                          | |                                      |
|     | Großsteingräber bei Meckelstedt                                                            | Geestland, OT Lintig (Meckelstedt)          | CUX       | unbekannt                          | weitere zerstörte Anlagen unbekannter Zahl |                                      |
|     | Großsteingrab Medingen                                                                     | Bad Bevensen, OT Medingen                   | UE        | unbekannt                          | |                                      |
|     | Großsteingrab Meppen                                                                       | Meppen                                      | EL        | unbekannt                          | 1839 zerstört, aber zuvor noch ergraben; Funde geborgen |                                      |
|     | Großsteingrab Messingen                                                                    | Messingen                                   | EL        |                                    | |                                      |
|     | Großsteingrab Metzingen 1                                                                  | Göhrde, OT Metzingen                        | DAN       | unbekannt                          | |                                      |
|     | Großsteingrab Metzingen 2                                                                  | Göhrde, OT Metzingen                        | DAN       | unbekannt                          | |                                      |
|     | Großsteingrab Mittelstenahe                                                                | Mittelstenahe                               | CUX       |                                    | |                                      |
|     | Großsteingrab Moisburg 1                                                                   | Moisburg                                    | WL        |                                    | |                                      |
|     | Großsteingrab Moisburg 2                                                                   | Moisburg                                    | WL        |                                    | |                                      |
|     | Großsteingrab Moisburg 3                                                                   | Moisburg                                    | WL        |                                    | |                                      |
|     | Großsteingrab Molbath                                                                      | Suhlendorf, OT Molbath                      | UE        | unbekannt                          | |                                      |
|     | Großsteingrab Molbergen 1                                                                  | Molbergen                                   | CLP       |                                    | |                                      |
|     | Großsteingrab Molbergen 2                                                                  | Molbergen                                   | CLP       |                                    | |                                      |
|     | Großsteingrab Molbergen 3                                                                  | Molbergen                                   | CLP       |                                    | |                                      |
| 773 | Großsteingrab Molzen                                                                       | Uelzen, OT Molzen                           | UE        | Großdolmen oder Ganggrab           | | Großsteingrab Molzen                 |
|     | Großsteingrab Nahne 2                                                                      | Osnabrück, OT Nahne                         | OS        |                                    | Reste 1971 bei der Erweiterung eines Sportplatzes wiederentdeckt, Steine wurden für den Bau eines nachgebildeten Großsteingrabes im Zoo Osnabrück verwendet.                     | Großsteingrab Nahne 2 (Nachbau)      |
|     | Großsteingrab Nahne 3 („Schlufstein“)                                                      | Osnabrück, OT Nahne                         | OS        |                                    | 1837 zerstört |                                      |
|     | Großsteingrab Nateln 1                                                                     | Rosche, OT Nateln                           | UE        | unbekannt                          | |                                      |
|     | Großsteingrab Nateln 2                                                                     | Rosche, OT Nateln                           | UE        | unbekannt                          | |                                      |
|     | Großsteingrab Natendorf                                                                    | Natendorf                                   | UE        | unbekannt                          | |                                      |
|     | Großsteingrab Neuarenberg („Schärpenstein“)                                                | Friesoythe, OT Neuarenberg                  | CLP       |                                    | |                                      |
|     | Großsteingrab Neuenwalde 1                                                                 | Geestland, OT Neuenwalde                    | CUX       |                                    | |                                      |
|     | Großsteingrab Neuenwalde 2                                                                 | Geestland, OT Neuenwalde                    | CUX       |                                    | |                                      |
|     | Großsteingrab Neuenwalde 3                                                                 | Geestland, OT Neuenwalde                    | CUX       |                                    | |                                      |
|     | Großsteingrab Neustadt am Rübenberge 1                                                     | Neustadt am Rübenberge                      | H         | Großdolmen oder Ganggrab           | zerstört nach 1821 |                                      |
|     | Großsteingrab Neustadt am Rübenberge 2                                                     | Neustadt am Rübenberge                      | H         | Großdolmen oder Ganggrab           | zerstört nach 1821 |                                      |
| 758 | Großsteingrab Niendorf I 1                                                                 | Römstedt, OT Niendorf I                     | UE        | Ganggrab                           | | Großsteingrab Niendorf I 1           |
| 759 | Großsteingrab Niendorf I 2                                                                 | Römstedt, OT Niendorf I                     | UE        |                                    | | Großsteingrab Niendorf I 2           |
| 760 | Großsteingrab Niendorf I 3                                                                 | Römstedt, OT Niendorf I                     | UE        | Ganggrab                           | | Großsteingrab Niendorf I 3           |
|     | Großsteingrab Niendorf I 4                                                                 | Römstedt, OT Niendorf I                     | UE        |                                    | vielleicht identisch mit Grab Altenmedingen 5 (Sprockhoff-Nr. 756) |                                      |
| 761 | Großsteingrab Niendorf I 5                                                                 | Römstedt, OT Niendorf I                     | UE        | Ganggrab                           | | Großsteingrab Niendorf I 5           |
| 762 | Großsteingrab Niendorf I 6                                                                 | Römstedt, OT Niendorf I                     | UE        | kammerloses Hünenbett              | | Großsteingrab Niendorf I 6           |
| 763 | Großsteingrab Niendorf I 7                                                                 | Römstedt, OT Niendorf I                     | UE        |                                    | | Großsteingrab Niendorf I 7           |
| 764 | Großsteingrab Niendorf I 8                                                                 | Römstedt, OT Niendorf I                     | UE        | kammerloses Hünenbett              | | Großsteingrab Niendorf I 8           |
| 765 | Großsteingrab Niendorf I 9                                                                 | Römstedt, OT Niendorf I                     | UE        |                                    | |                                      |
|     | Großsteingrab Niendorf I 10                                                                | Römstedt, OT Niendorf I                     | UE        | unbekannt                          | |                                      |
|     | Großsteingrab Niendorf I 11                                                                | Römstedt, OT Niendorf I                     | UE        | unbekannt                          | |                                      |
|     | Großsteingrab Niendorf I 12                                                                | Römstedt, OT Niendorf I                     | UE        | unbekannt                          | |                                      |
|     | Großsteingrab Niendorf I 13                                                                | Römstedt, OT Niendorf I                     | UE        | unbekannt                          | |                                      |
|     | Großsteingrab Niendorf I 14                                                                | Römstedt, OT Niendorf I                     | UE        | unbekannt                          | |                                      |
|     | Großsteingrab Niendorf I 15                                                                | Römstedt, OT Niendorf I                     | UE        | unbekannt                          | |                                      |
|     | Großsteingrab Niendorf I 16                                                                | Römstedt, OT Niendorf I                     | UE        | unbekannt                          | |                                      |
|     | Großsteingrab Niendorf I 17                                                                | Römstedt, OT Niendorf I                     | UE        | unbekannt                          | |                                      |
|     | Großsteingrab Niendorf I 18                                                                | Römstedt, OT Niendorf I                     | UE        | unbekannt                          | |                                      |
|     | Großsteingrab Nindorf 1                                                                    | Lamstedt, OT Nindorf                        | CUX       |                                    | |                                      |
|     | Großsteingrab Nindorf 2                                                                    | Lamstedt, OT Nindorf                        | CUX       |                                    | |                                      |
|     | Großsteingrab Oerel Fpl. 26                                                                | Oerel                                       | ROW       | unbekannt                          | zerstört zwischen den 1840er und 1880er Jahren, Reste der Hügelschüttung und Standort der Grabkammer noch erkennbar                                                              |                                      |
|     | Großsteingrab Oerel Fpl. 27                                                                | Oerel                                       | ROW       | unbekannt                          | zerstört zwischen den 1840er und 1880er Jahren, Reste der Hügelschüttung und Standort der Grabkammer noch erkennbar                                                              | Großsteingrab Oerel Fpl. 27          |
|     | Großsteingrab Oerel Fpl. 28                                                                | Oerel                                       | ROW       | unbekannt                          | zerstört zwischen den 1840er und 1880er Jahren, Reste der Hügelschüttung und Standort der Grabkammer noch erkennbar                                                              |                                      |
|     | Großsteingrab Oetzen 1                                                                     | Oetzen                                      | UE        | unbekannt                          | |                                      |
| 783 | Großsteingrab Oetzen 2                                                                     | Oetzen                                      | UE        |                                    | | Großsteingrab Oetzen 2               |
|     | Großsteingrab Oetzen 3                                                                     | Oetzen                                      | UE        | erweiterter Dolmen                 | |                                      |
| 784 | Großsteingrab Oetzen 4                                                                     | Oetzen                                      | UE        |                                    | | Großsteingrab Oetzen 4               |
|     | Großsteingrab Oetzen 5                                                                     | Oetzen                                      | UE        |                                    | |                                      |
|     | Großsteingrab Oetzen 6                                                                     | Oetzen                                      | UE        | unbekannt                          | |                                      |
|     | Großsteingrab Oetzen 7                                                                     | Oetzen                                      | UE        | unbekannt                          | |                                      |
|     | Großsteingrab Oetzen 8                                                                     | Oetzen                                      | UE        | unbekannt                          | |                                      |
|     | Großsteingrab Oetzen 9                                                                     | Oetzen                                      | UE        | unbekannt                          | |                                      |
| 785 | Großsteingrab Oetzen 10                                                                    | Oetzen                                      | UE        | Großdolmen oder Ganggrab           | | Großsteingrab Oetzen 10              |
|     | Großsteingrab Oetzen 11                                                                    | Oetzen                                      | UE        | unbekannt                          | |                                      |
|     | Großsteingrab Oetzendorf                                                                   | Weste, OT Oetzendorf                        | UE        | unbekannt                          | |                                      |
|     | Großsteingrab Ohlenstedt                                                                   | Osterholz-Scharmbeck, OT Ohlenstedt         | OHZ       |                                    | |                                      |
|     | Großsteingrab Osnabrück 1                                                                  | Osnabrück                                   | OS        |                                    | |                                      |
|     | Großsteingrab Osnabrück 2                                                                  | Osnabrück                                   | OS        |                                    | |                                      |
|     | Großsteingrab Osnabrück 3                                                                  | Osnabrück                                   | OS        |                                    | |                                      |
|     | Großsteingrab Osterndorf                                                                   | Beverstedt, OT Osterndorf                   | CUX       | unbekannt                          | |                                      |
|     | Großsteingrab Osterwald („Opferstein“)                                                     | Garbsen, OT Osterwald                       | H         | unbekannt                          | um 1750 wurden benachbarte Steine zum Bau von Schloss Ricklingen verwendet; es ist unklar ob sie von diesem Grab stammten, oder ob es weitere Gräber gegeben hat                 |                                      |
|     | Großsteingrab Otersen („Goldberg“)                                                         | Kirchlinteln, OT Otersen                    | VER       | unbekannt                          | entdeckt (und zerstört?) um 1870 |                                      |
|     | Großsteingrab Ottensen 1 („Wildes Schwein“)                                                | Buxtehude, OT Ottensen                      | STD       |                                    | |                                      |
|     | Großsteingrab Ottensen 2                                                                   | Buxtehude, OT Ottensen                      | STD       |                                    | |                                      |
|     | Großsteingrab Ottensen 3                                                                   | Buxtehude, OT Ottensen                      | STD       |                                    | |                                      |
|     | Großsteingrab Prießeck                                                                     | Clenze, OT Prießeck                         | DAN       | unbekannt                          | |                                      |
|     | Großsteingrab Quartzau                                                                     | Clenze, OT Quartzau                         | DAN       | unbekannt                          | |                                      |
|     | Großsteingrab Rade 1                                                                       | Neu Wulmstorf, OT Rade                      | WL        | unbekannt                          | Existenz nur durch eine Kartensignatur belegt |                                      |
|     | Großsteingrab Rade 2                                                                       | Neu Wulmstorf, OT Rade                      | WL        | unbekannt                          | Existenz nur durch eine Kartensignatur belegt |                                      |
|     | Großsteingrab Rade 3                                                                       | Neu Wulmstorf, OT Rade                      | WL        | unbekannt                          | Existenz nur durch eine Kartensignatur belegt |                                      |
|     | Großsteingrab Radenbeck 2                                                                  | Thomasburg, OT Radenbeck                    | LG        |                                    | |                                      |
|     | Großsteingrab Radenbeck 3                                                                  | Thomasburg, OT Radenbeck                    | LG        |                                    | |                                      |
|     | Großsteingrab Rassau                                                                       | Suhlendorf, OT Rassau                       | UE        | unbekannt                          | |                                      |
|     | Großsteingrab Rätzlingen 1                                                                 | Rätzlingen                                  | UE        | unbekannt                          | |                                      |
|     | Großsteingrab Rätzlingen 2                                                                 | Rätzlingen                                  | UE        | unbekannt                          | |                                      |
|     | Großsteingrab Rätzlingen 3                                                                 | Rätzlingen                                  | UE        | unbekannt                          | |                                      |
|     | Großsteingrab Rätzlingen 4                                                                 | Rätzlingen                                  | UE        | unbekannt                          | |                                      |
|     | Großsteingrab Rätzlingen 5                                                                 | Rätzlingen                                  | UE        | unbekannt                          | |                                      |
|     | Großsteingrab Rätzlingen 6                                                                 | Rätzlingen                                  | UE        | unbekannt                          | |                                      |
|     | Großsteingrab Reckum 3                                                                     | Winkelsett, OT Reckum                       | OL        |                                    | |                                      |
|     | Großsteingrab Reckum 4                                                                     | Winkelsett, OT Reckum                       | OL        |                                    | |                                      |
|     | Großsteingrab Regesbostel                                                                  | Regesbostel                                 | WL        |                                    | |                                      |
|     | Großsteingrab Resthausen                                                                   | Molbergen, OT Resthausen                    | CLP       |                                    | |                                      |
|     | Großsteingrab Rhadereistedt 1                                                              | Rhade, OT Rhadereistedt                     | ROW       | unbekannt                          | |                                      |
|     | Großsteingrab Rhadereistedt 2                                                              | Rhade, OT Rhadereistedt                     | ROW       | unbekannt                          | |                                      |
|     | Großsteingrab Rieste 1                                                                     | Bienenbüttel, OT Rieste                     | UE        | unbekannt                          | |                                      |
|     | Großsteingrab Rieste 2                                                                     | Bienenbüttel, OT Rieste                     | UE        | unbekannt                          | |                                      |
| 743 | Großsteingrab Rieste 3                                                                     | Bienenbüttel, OT Rieste                     | UE        | unbekannt                          | | Großsteingrab Rieste 3               |
|     | Großsteingrab Rieste 4                                                                     | Bienenbüttel, OT Rieste                     | UE        | unbekannt                          | |                                      |
|     | Großsteingrab Rieste 5                                                                     | Bienenbüttel, OT Rieste                     | UE        | unbekannt                          | |                                      |
| 744 | Großsteingrab Rieste 6                                                                     | Bienenbüttel, OT Rieste                     | UE        | unbekannt                          | | Großsteingrab Rieste 6               |
|     | Großsteingrab Rieste 7                                                                     | Bienenbüttel, OT Rieste                     | UE        | unbekannt                          | |                                      |
|     | Großsteingrab Rieste 8                                                                     | Bienenbüttel, OT Rieste                     | UE        | unbekannt                          | |                                      |
|     | Großsteingrab Rieste 9                                                                     | Bienenbüttel, OT Rieste                     | UE        | unbekannt                          | |                                      |
|     | Großsteingrab Rieste 10                                                                    | Bienenbüttel, OT Rieste                     | UE        | unbekannt                          | |                                      |
|     | Großsteingrab Rieste 11                                                                    | Bienenbüttel, OT Rieste                     | UE        | unbekannt                          | |                                      |
|     | Großsteingrab Rieste 12                                                                    | Bienenbüttel, OT Rieste                     | UE        | unbekannt                          | |                                      |
|     | Großsteingrab Rieste 13                                                                    | Bienenbüttel, OT Rieste                     | UE        | unbekannt                          | |                                      |
|     | Großsteingrab Rieste 14                                                                    | Bienenbüttel, OT Rieste                     | UE        | unbekannt                          | |                                      |
| 797 | Großsteingrab Riestedt 2                                                                   | Uelzen, OT Riestedt                         | UE        |                                    | | Großsteingrab Riestedt 2             |
|     | Großsteingrab Riestedt 3                                                                   | Uelzen, OT Riestedt                         | UE        |                                    | möglicherweise eine Steinkiste | Großsteingrab Riestedt 3             |
|     | Großsteingrab Riestedt 4                                                                   | Uelzen, OT Riestedt                         | UE        |                                    | |                                      |
|     | Großsteingrab Riestedt 5                                                                   | Uelzen, OT Riestedt                         | UE        |                                    | |                                      |
|     | Großsteingrab Ripdorf 1                                                                    | Uelzen, OT Ripdorf                          | UE        | unbekannt                          | |                                      |
|     | Großsteingrab Ripdorf 2                                                                    | Uelzen, OT Ripdorf                          | UE        | unbekannt                          | |                                      |
|     | Großsteingrab Ritterhude                                                                   | Ritterhude                                  | OHZ       |                                    | |                                      |
|     | Großsteingräber bei Rodewald                                                               | Rodewald                                    | NI        | unbekannt                          | mehrere zerstörte Anlagen |                                      |
|     | Großsteingrab Rohden                                                                       | Hessisch Oldendorf, OT Rohden               | HM        |                                    | 1929 untersucht; es waren nur noch das Bodenpflaster und ein Wandstein vorhanden                                                                                                 |                                      |
|     | Großsteingrab Rohstorf 4                                                                   | Vastorf, OT Rohstorf                        | LG        |                                    | |                                      |
|     | Großsteingrab Rohstorf 5                                                                   | Vastorf, OT Rohstorf                        | LG        |                                    | |                                      |
|     | Großsteingrab Rohstorf 6                                                                   | Vastorf, OT Rohstorf                        | LG        |                                    | |                                      |
| 781 | Großsteingrab Römstedt 1                                                                   | Römstedt                                    | UE        | Großdolmen oder Ganggrab           | | Großsteingrab Römstedt 1             |
|     | Großsteingrab Römstedt 2                                                                   | Römstedt                                    | UE        | unbekannt                          | |                                      |
|     | Großsteingrab Rulle 2                                                                      | Wallenhorst, OT Rulle                       | OS        |                                    | |                                      |
|     | Großsteingrab Sage-Haast                                                                   | Großenkneten, OT Sage (Haast)               | OL        |                                    | |                                      |
|     | Großsteingrab Sassenholz                                                                   | Heeslingen, OT Sassenholz                   | ROW       | Ganggrab                           | vor der Zerstörung untersucht, Funde geborgen aber nicht erhalten; Grab mit einem für Niedersachsen ungewöhnlich langem Gang                                                     | Großsteingrab Sassenholz             |
|     | Großsteingrab Schattregen                                                                  | Großenkneten, OT Döhlen (Schattregen)       | OL        |                                    | |                                      |
|     | Großsteingrab am Schietelberge („Kellersteine“)                                            | Großenkneten, OT Ahlhorn                    | OL        |                                    | |                                      |
|     | Großsteingrab Schlannau                                                                    | Clenze, OT Schlannau                        | DAN       | unbekannt                          | |                                      |
|     | Großsteingräber bei Schneeren                                                              | Neustadt am Rübenberge, OT Schneeren        | H         | unbekannt                          | genaue Zahl unklar, zusammen mit den Großsteingräbern bei Mardorf zehn Gräber; 1816 zerstört                                                                                     |                                      |
|     | Großsteingrab Schwanewede („Grauer Hengst“)                                                | Schwanewede                                 | OHZ       |                                    | |                                      |
|     | Großsteingrab Schwiepke                                                                    | Küsten, OT Schwiepke                        | DAN       | unbekannt                          | |                                      |
|     | Großsteingrab Secklendorf                                                                  | Altenmedingen, OT Secklendorf               | UE        | unbekannt                          | |                                      |
|     | Großsteingrab Seedorf (bei Zeven) 1                                                        | Seedorf (bei Zeven)                         | ROW       | unbekannt                          | zerstört zwischen 1852 und 1856 |                                      |
|     | Großsteingrab Seedorf (bei Zeven) 2                                                        | Seedorf (bei Zeven)                         | ROW       | unbekannt                          | zerstört zwischen 1852 und 1856 |                                      |
|     | Großsteingrab Seinstedt                                                                    | Börßum, OT Seinstedt                        | WF        |                                    | 1911 beim Pflügen entdeckt; nur noch ein Teil der Nordwand war erhalten |                                      |
|     | Großsteingrab Sievern 2 („Steinhaufen“)                                                    | Geestland, OT Sievern                       | CUX       |                                    | |                                      |
|     | Großsteingräber bei Sievern                                                                | Geestland, OT Sievern                       | CUX       |                                    | Neben den oben genannten Anlagen sind durch Aufzeichnungen Martin Mushards im 18. Jahrhundert noch sechs „Steindenkmäler“ und 20 teils mit Steinen besetzte „Grabhügel“ bekannt. |                                      |
|     | Großsteingrab Sottorf 4                                                                    | Amelinghausen, OT Sottorf                   | LG        |                                    | |                                      |
|     | Großsteingrab Spahn 3                                                                      | Spahnharrenstätte, OT Spahn                 | EL        |                                    | |                                      |
|     | Großsteingrab Stadorf                                                                      | Schwienau, OT Stadorf                       | UE        | unbekannt                          | |                                      |
|     | Großsteingräber bei Stederdorf                                                             | Wrestedt, OT Stederdorf                     | UE        | unbekannt                          | zwei Gruppen mit jeweils mehreren zerstörten Anlagen |                                      |
|     | Großsteingrab Steddorf                                                                     | Bienenbüttel, OT Steddorf                   | UE        | unbekannt                          | ein oder zwei zerstörte Anlagen |                                      |
|     | Großsteingrab Steenbarg                                                                    | Dötlingen                                   | OL        | unbekannt                          | ein Stein wahrscheinlich noch vorhanden |                                      |
|     | Großsteingrab Steenhoff                                                                    | Großenkneten                                | OL        |                                    | |                                      |
|     | Großsteingräber bei Steinfeld (Bülstedt)                                                   | Bülstedt, OT Steinfeld                      | ROW       |                                    | mehrere zerstörte Anlagen zwischen Steinfeld und Wilstedt |                                      |
|     | Großsteingrab Steinfeld-Bökenberg                                                          | Steinfeld (Oldenburg)                       | VEC       | unbekannt                          | 1819 zur Errichtung eines Kriegerdenkmals zerstört |                                      |
|     | Großsteingrab Steinfeld-Lehmden                                                            | Steinfeld (Oldenburg), OT Lehmden           | VEC       | unbekannt                          | Flurname „Hünenstein“ |                                      |
|     | Großsteingräber bei Steinfeld (Oldenburg)                                                  | Steinfeld (Oldenburg)                       | VEC       | unbekannt                          | vermutlich mehrere weitere zerstörte Anlagen |                                      |
|     | Großsteingrab Stinstedt 1 („Altar des Odin“)                                               | Stinstedt                                   | CUX       | Polygonaldolmen                    | zerstört 1850 |                                      |
|     | Großsteingrab Stinstedt 2                                                                  | Stinstedt                                   | CUX       | erweiterter Dolmen oder Großdolmen | zerstört zwischen 1850 und 1861 |                                      |
|     | Großsteingrab Stinstedt 3                                                                  | Stinstedt                                   | CUX       | erweiterter Dolmen oder Großdolmen | zerstört zwischen 1850 und 1861 |                                      |
|     | Großsteingrab Stinstedt 4                                                                  | Stinstedt                                   | CUX       | erweiterter Dolmen oder Großdolmen | zerstört zwischen 1850 und 1861 |                                      |
|     | Großsteingrab Stinstedt 5                                                                  | Stinstedt                                   | CUX       | erweiterter Dolmen oder Großdolmen | zerstört zwischen 1850 und 1861 |                                      |
|     | Großsteingrab Stinstedt 6                                                                  | Stinstedt                                   | CUX       | erweiterter Dolmen oder Großdolmen | zerstört zwischen 1850 und 1861 |                                      |
|     | Großsteingrab Stinstedt 7                                                                  | Stinstedt                                   | CUX       | erweiterter Dolmen oder Großdolmen | zerstört zwischen 1850 und 1861 |                                      |
|     | Großsteingrab Stinstedt 8                                                                  | Stinstedt                                   | CUX       | erweiterter Dolmen oder Großdolmen | zerstört zwischen 1850 und 1861 |                                      |
|     | Großsteingrab Stinstedt 9                                                                  | Stinstedt                                   | CUX       | erweiterter Dolmen oder Großdolmen | zerstört zwischen 1850 und 1861 |                                      |
|     | Großsteingrab Stinstedt 10                                                                 | Stinstedt                                   | CUX       | erweiterter Dolmen oder Großdolmen | zerstört zwischen 1850 und 1861 |                                      |
|     | Großsteingrab Stinstedt 11                                                                 | Stinstedt                                   | CUX       | erweiterter Dolmen oder Großdolmen | zerstört nach 1861 |                                      |
|     | Großsteingrab Stinstedt (Loxstedt)                                                         | Loxstedt, OT Stinstedt                      | CUX       | unbekannt                          | |                                      |
| 770 | Großsteingrab Strothe 1                                                                    | Himbergen, OT Strothe                       | UE        | Großdolmen oder Ganggrab           | wahrscheinlich eher zur Feldmark Groß Thondorf zu rechnen | Großsteingrab Strothe 1              |
|     | Großsteingrab Strothe 2                                                                    | Himbergen, OT Strothe                       | UE        | unbekannt                          | |                                      |
|     | Großsteingrab Strothe 3                                                                    | Himbergen, OT Strothe                       | UE        | unbekannt                          | |                                      |
|     | Großsteingrab Stubben 1                                                                    | Beverstedt, OT Stubben                      | CUX       | Großdolmen oder Ganggrab           | zerstört nach 1861 |                                      |
|     | Großsteingrab Stubben 2                                                                    | Beverstedt, OT Stubben                      | CUX       | Großdolmen oder Ganggrab           | zerstört nach 1861 |                                      |
|     | Großsteingrab Stubben 3                                                                    | Beverstedt, OT Stubben                      | CUX       | Großdolmen oder Ganggrab           | zerstört nach 1861 |                                      |
|     | Großsteingrab Stubben 4                                                                    | Beverstedt, OT Stubben                      | CUX       | Großdolmen oder Ganggrab           | zerstört nach 1861 |                                      |
|     | Großsteingrab Stüvenmühle 2                                                                | Visbek                                      | VEC       |                                    | |                                      |
|     | Großsteingrab Stüvenmühle 3                                                                | Visbek                                      | VEC       |                                    | |                                      |
|     | Großsteingrab Stüvenmühle 4                                                                | Visbek                                      | VEC       |                                    | |                                      |
|     | Großsteingrab Stüvenmühle 5                                                                | Visbek                                      | VEC       |                                    | |                                      |
|     | Großsteingrab Süttorf (Neetze) 1                                                           | Neetze, OT Süttorf                          | LG        | unbekannt                          | |                                      |
|     | Großsteingrab Süttorf (Neetze) 2                                                           | Neetze, OT Süttorf                          | LG        | unbekannt                          | |                                      |
|     | Großsteingrab Süttorf (Oetzen)                                                             | Oetzen, OT Süttorf                          | UE        | unbekannt                          | |                                      |
|     | Großsteingrab Tangendorf 1                                                                 | Toppenstedt, OT Tangendorf                  | WL        | unbekannt                          | |                                      |
|     | Großsteingrab Tangendorf 2                                                                 | Toppenstedt, OT Tangendorf                  | WL        | unbekannt                          | Einordnung als Großsteingrab nicht gesichert |                                      |
|     | Großsteingrab Tießau                                                                       | Hitzacker (Elbe), OT Tießau                 | DAN       | unbekannt                          | |                                      |
|     | Großsteingrab Tosterglope 3                                                                | Tosterglope                                 | LG        | unbekannt                          | |                                      |
|     | Großsteingrab Uelsen 1                                                                     | Uelsen                                      | NOH       |                                    | |                                      |
|     | Großsteingrab Uelsen 2                                                                     | Uelsen                                      | NOH       |                                    | |                                      |
|     | Großsteingrab Uelsen 3                                                                     | Uelsen                                      | NOH       |                                    | |                                      |
|     | Großsteingrab Uelzen 2                                                                     | Uelzen (Stadtwald)                          | UE        | unbekannt                          | |                                      |
|     | Großsteingrab Uelzen 3                                                                     | Uelzen (Stadtwald)                          | UE        | unbekannt                          | |                                      |
|     | Großsteingräber bei Utarp                                                                  | Utarp                                       | WTM       |                                    | eventuell mehrere zerstörte Anlagen |                                      |
|     | Großsteingrab Uthlede                                                                      | Hagen im Bremischen, OT Uthlede             | CUX       | unbekannt                          | |                                      |
|     | Großsteingrab Varnhorn (3) („Hünensteine“)                                                 | Visbek, OT Varnhorn                         | VEC       |                                    | |                                      |
|     | Großsteingrab Varnhorn (4) („Hohe Steine“)                                                 | Visbek, OT Varnhorn                         | VEC       |                                    | |                                      |
|     | Großsteingrab Varnhorn (5) („Stutenstein“)                                                 | Visbek, OT Varnhorn                         | VEC       |                                    | |                                      |
|     | Großsteingrab Varnhorn (6)                                                                 | Visbek, OT Varnhorn                         | VEC       |                                    | |                                      |
|     | Großsteingrab Varnhorn (7)                                                                 | Visbek, OT Varnhorn                         | VEC       |                                    | |                                      |
|     | Großsteingrab Varnhorn (8)                                                                 | Visbek, OT Varnhorn                         | VEC       |                                    | |                                      |
|     | Großsteingrab Varrel                                                                       | Mittelstenahe, OT Varrel                    | CUX       |                                    | |                                      |
|     | Großsteingrab Vethem 1                                                                     | Walsrode, OT Vethem                         | HK        | unbekannt                          | zerstört in den 1830ern |                                      |
|     | Großsteingrab Vethem 2                                                                     | Walsrode, OT Vethem                         | HK        | unbekannt                          | zerstört in den 1830ern |                                      |
|     | Großsteingrab Vethem 3                                                                     | Walsrode, OT Vethem                         | HK        | unbekannt                          | zerstört in den 1830ern |                                      |
|     | Großsteingrab Vethem 4                                                                     | Walsrode, OT Vethem                         | HK        | unbekannt                          | zerstört in den 1830ern |                                      |
|     | Großsteingrab Vethem 5                                                                     | Walsrode, OT Vethem                         | HK        | unbekannt                          | zerstört in den 1830ern |                                      |
|     | Großsteingrab Vethem 6                                                                     | Walsrode, OT Vethem                         | HK        | unbekannt                          | zerstört in den 1830ern |                                      |
|     | Großsteingrab Vethem 7                                                                     | Walsrode, OT Vethem                         | HK        | unbekannt                          | zerstört in den 1830ern |                                      |
|     | Großsteingräber vor dem Steinberge 1                                                       | Damme (Dümmer)                              | VEC       |                                    | |                                      |
|     | Großsteingräber vor dem Steinberge 2                                                       | Damme (Dümmer)                              | VEC       |                                    | |                                      |
|     | Großsteingrab Vrees 2 („Bieschenhüttensteine“, „Burkenhüttensteine“, „Burkenhöger“)        | Vrees                                       | EL        |                                    | |                                      |
|     | Großsteingrab Vrees 3 („Palmstein“)                                                        | Vrees                                       | EL        |                                    | |                                      |
|     | Großsteingrab Vrees 4 („Hohenwehnsteine“, „Stehenvensteine“)                               | Vrees                                       | EL        |                                    | |                                      |
|     | Großsteingrab Vrees 5                                                                      | Vrees                                       | EL        |                                    | |                                      |
|     | Großsteingrab Wallen („Heidenaltar“)                                                       | Alfhausen, OT Wallen                        | OS        | unbekannt                          | |                                      |
|     | Großsteingrab Wallhöfen 1 (Großsteingrab Vollersode 1)                                     | Vollersode, OT Wallhöfen                    | OHZ       | Großdolmen                         | | Großsteingrab Wallhöfen 1            |
|     | Großsteingrab Wallhöfen 2 (Großsteingrab Vollersode 2)                                     | Vollersode, OT Wallhöfen                    | OHZ       | vermutlich Großdolmen              | |                                      |
|     | Großsteingrab Wallhöfen 3 (Großsteingrab Vollersode 3)                                     | Vollersode, OT Wallhöfen                    | OHZ       | vermutlich Großdolmen              | |                                      |
|     | Großsteingräber bei Wallhöfen (Großsteingräber bei Vollersode)                             | Vollersode, OT Wallhöfen                    | OHZ       | unbekannt                          | vier oder fünf weitere zerstörte Anlagen, evtl. auch Grabhügel; Funde geborgen aber nicht erhalten                                                                               |                                      |
|     | Großsteingrab Warstade 1                                                                   | Hemmoor, OT Warstade                        | CUX       |                                    | |                                      |
|     | Großsteingrab Warstade 2                                                                   | Hemmoor, OT Warstade                        | CUX       |                                    | |                                      |
|     | Großsteingrab Watenstedt                                                                   | Gevensleben, OT Watenstedt                  | HE        |                                    | in einem Hügel wurden ein Lochstein und Reste von Mauerwerk gefunden; möglicherweise Großsteingrab (Galeriegrab?) oder aber pseudomegalithisches Mauerkammergrab                 |                                      |
|     | Großsteingrab Wehm 1 („Hünensteine“)                                                       | Werlte, OT Wehm                             | EL        | Großdolmen oder Ganggrab           | |                                      |
|     | Großsteingrab Wehm 2                                                                       | Werlte, OT Wehm                             | EL        | unbekannt                          | |                                      |
|     | Großsteingräber bei Wehm                                                                   | Werlte, OT Wehm                             | EL        | unbekannt                          | weitere zerstörte Anlagen |                                      |
|     | Großsteingrab Wellen                                                                       | Beverstedt, OT Wellen                       | CUX       | unbekannt                          | |                                      |
|     | Großsteingrab Wellendorf 1                                                                 | Suhlendorf, OT Wellendorf                   | UE        | unbekannt                          | Einordnung als Großsteingrab unsicher, evtl. auch Thingplatz |                                      |
|     | Großsteingrab Wellendorf 2                                                                 | Suhlendorf, OT Wellendorf                   | UE        | unbekannt                          | |                                      |
|     | Großsteingrab Wellendorf 3                                                                 | Suhlendorf, OT Wellendorf                   | UE        | unbekannt                          | |                                      |
|     | Großsteingrab Werpeloh 6                                                                   | Werpeloh                                    | EL        |                                    | |                                      |
|     | Großsteingrab Wersabe                                                                      | Hagen im Bremischen, OT Wersabe             | CUX       | Großdolmen                         | im Moor zwischen Wersabe und Hagen im Bremischen; bei Sprockhoff irrtümlich doppelt (unter jedem der beiden Orte) aufgeführt                                                     |                                      |
|     | Großsteingrab Wessenstedt                                                                  | Natendorf, OT Wessenstedt                   | UE        | unbekannt                          | |                                      |
|     | Großsteingrab Weßsteine („Weßsteine“, „Weststeine“)                                        | Molbergen, OT Peheim                        | CLP       |                                    | |                                      |
| 790 | Großsteingrab Weste 1                                                                      | Weste                                       | UE        | Großdolmen oder Ganggrab           | | Großsteingrab Weste 1                |
|     | Großsteingrab Weste 2                                                                      | Weste                                       | UE        | unbekannt                          | |                                      |
| 791 | Großsteingrab Weste 3                                                                      | Weste                                       | UE        | Großdolmen oder Ganggrab           | | Großsteingrab Weste 3                |
|     | Großsteingrab Weste 4                                                                      | Weste                                       | UE        | unbekannt                          | |                                      |
|     | Großsteingrab Weste 5                                                                      | Weste                                       | UE        | unbekannt                          | |                                      |
|     | Großsteingrab Weste 6                                                                      | Weste                                       | UE        | unbekannt                          | |                                      |
|     | Großsteingrab Westerbeverstedt                                                             | Beverstedt, OT Lunestedt (Westerbeverstedt) | CUX       | unbekannt                          | |                                      |
|     | Großsteingrab Westerholte                                                                  | Ankum, OT Westerholte                       | OS        |                                    | 1972 zerstört |                                      |
|     | Großsteingräber bei Westersode                                                             | Hemmoor, OT Westersode                      | CUX       | unbekannt                          | |                                      |
|     | Großsteingräber bei Wingst                                                                 | Wingst                                      | CUX       |                                    | mehrere zerstörte Anlagen |                                      |
|     | Großsteingrab Wittenwater                                                                  | Schwienau, OT Wittenwater                   | UE        | unbekannt                          | |                                      |
|     | Großsteingrab Wollingst                                                                    | Beverstedt, OT Wollingst                    | CUX       | unbekannt                          | |                                      |
|     | Großsteingrab Woltersburg                                                                  | Uelzen, OT Woltersburg                      | UE        | unbekannt                          | |                                      |
|     | Großsteingrab Woltrup-Wehbergen                                                            | Bersenbrück, OT Woltrup-Wehbergen           | OS        | unbekannt                          | zerstört vor 1863 |                                      |
|     | Großsteingrab Wulften 1                                                                    | Bissendorf, OT Wulften                      | OS        | unbekannt                          | Grabung um 1820, zerstört nach 1870 |                                      |
|     | Großsteingrab Wulften 2                                                                    | Bissendorf, OT Wulften                      | OS        | unbekannt                          | zerstört im 19. Jahrhundert, Nachgrabung 1930 |                                      |
|     | Großsteingrab Wulften 3                                                                    | Bissendorf, OT Wulften                      | OS        | unbekannt                          | zerstört im 19. Jahrhundert, Nachgrabung 1960 |                                      |
|     | Großsteingrab Wulsbüttel                                                                   | Hagen im Bremischen, OT Wulsbüttel          | CUX       | unbekannt                          | |                                      |
|     | Großsteingrab Zebelin                                                                      | Waddeweitz, OT Zebelin                      | DAN       | unbekannt                          | |                                      |

#### Flurnamenhinweise
| Name        | Ort                         | Landkreis | Anmerkungen |
| ----------- | --------------------------- | --------- | ----------- |
| „12 Steine“ | Raddestorf, OT Harrienstedt | NI        |             |

### Großsteingräber in der Freien Hansestadt Bremen

#### Zerstörte Gräber
| Nr. | Grab                   | Ort                      | Landkreis | Typ       | Anmerkungen                           | Bild |
| --- | ---------------------- | ------------------------ | --------- | --------- | ------------------------------------- | ---- |
|     | Großsteingrab Wulsdorf | Bremerhaven, OT Wulsdorf | HB        | unbekannt | bei Sprockhoff unter Wulstorf geführt |      |

### Großsteingräber in Hamburg

#### Erhaltene Gräber
| Nr. | Grab                    | Ort                        | Landkreis | Typ | Anmerkungen                                                              | Bild |
| --- | ----------------------- | -------------------------- | --------- | --- | ------------------------------------------------------------------------ | ---- |
|     | Großsteingrab Neugraben | Hamburg-Neugraben-Fischbek | HH        |     | Nur noch die Hügelschüttung und der Rest eines Decksteines sind erhalten |      |

#### Zerstörte Gräber
| Nr. | Grab                               | Ort                        | Landkreis | Typ | Anmerkungen | Bild |
| --- | ---------------------------------- | -------------------------- | --------- | --- | ----------- | ---- |
|     | Großsteingrab Harburg-Wilhelmsburg | Hamburg-Wilhelmsburg       | HH        |     |             |      |
|     | Großsteingrab Fischbek             | Hamburg-Neugraben-Fischbek | HH        |     |             |      |